# Peking
Peking, auch Beijing (chinesisch 北京, Pinyin Běijīng, W.-G. Pei-ching – „Nördliche Hauptstadt“, [pei˨˩tɕiŋ˥˥] ⓘ), ist die Hauptstadt der Volksrepublik China. Peking hat eine über dreitausendjährige Geschichte und ist eine der vier regierungsunmittelbaren Städte Chinas, das heißt, sie hat den Rang einer Provinz.
Das gesamte 16.411 Quadratkilometer (fast so groß wie Thüringen) große Verwaltungsgebiet Pekings hat 21.893.095 Einwohner (Stand: Zensus 2020). Der größte Teil der Fläche ist ländlich strukturiert, und darin eingebettet liegen außer der Kernstadt Peking noch weitere städtische Siedlungen. Von der Gesamtbevölkerung sind 11,8 Millionen registrierte Bewohner mit ständigem Wohnsitz (戶口 / 户口,  hùkǒu) und 7,7 Millionen temporäre Einwohner (流動人口 / 流动人口,  liúdòng rénkǒu) mit befristeter Aufenthaltsgenehmigung (暫住證 / 暂住证,  zànzhùzhèng). Wird die Kernstadt (hohe Bebauungsdichte und geschlossene Ortsform) als Grundlage genommen, leben in Peking rund 7,7 Millionen Menschen mit Hauptwohnsitz; der Ballungsraum (einschließlich Vororte) hat 11,8 Millionen Einwohner (Stand 2007). Ab 2018 soll die Metropole Kern einer Megalopolis von 130 Millionen Einwohnern namens Jing-Jin-Ji werden.
Peking ist als Hauptstadt das politische Zentrum Chinas. Aufgrund der langen Geschichte beherbergt Peking ein bedeutendes Kulturerbe. Dies umfasst die traditionellen Wohnviertel mit Hutongs, den Tian’anmen-Platz (天安門廣場 / 天安门广场 – „wörtl. Platz am Tor des Himmlischen Friedens“), die 1987 von der UNESCO zum Weltkulturerbe erklärte Verbotene Stadt, den neuen und alten Sommerpalast und verschiedene Tempel, wie z. B. 2012 den Himmelstempel, den Lamatempel und den Konfuziustempel.

## Etymologie

### Namen im Deutschen
Der Name Beijing, deutsch Peking (北京,  Běijīng), bedeutet wörtlich „Nördliche Hauptstadt“. Auf die gleiche Art und Weise ist auch der Name der Stadt Nanjing (南京,  Nánjīng) für „Südliche Hauptstadt“' gebildet worden. Gleiches gilt zudem für das japanische Tokio (japanisch 東京 Tōkyō) und das vietnamesische Đông Kinh (alte Bezeichnung für Hanoi), die beide „Östliche Hauptstadt“ (in ihrem jeweiligen Bezugsrahmen) bedeuten und im Chinesischen Dōngjīng (東京 / 东京) heißen.
Der im Deutschen übliche Name „Peking“ folgt der Schreibweise des alten Transkriptionssystems der Chinesischen Post. Auf Hochchinesisch wird die Stadt [b̥èɪ̯.d̥ʑ̥íŋ] (Aussprache von Běijīngⓘ) ausgesprochen. In der offiziellen Transkription Pinyin wird sie demnach Běijīng bzw. ohne Tonzeichen Beijing geschrieben. In den 1930er Jahren befand sich auch die Umschrift Peiping oder Pekin im Mediengebrauch.
In Deutschland wird zum Beispiel auch vom Auswärtigen Amt nach wie vor die Schreibweise „Peking“ verwendet. Aufgrund der Pressezensur seitens der chinesischen Regierung wird in deutschsprachigen Publikationen aus China ausschließlich die amtliche chinesische Schreibweise Beijing verwendet. Die deutschen Medien nutzen diese auch im Englischen übliche Form verstärkt. Dagegen hieß die Stadt historisch auf Deutsch auch „Pekingen“ und „Pecking“.

### Adaptationen
Der Peking-Mensch sowie die Hunderasse Pekingese sind nach der Stadt benannt.

## Geographie

### Geographische Lage

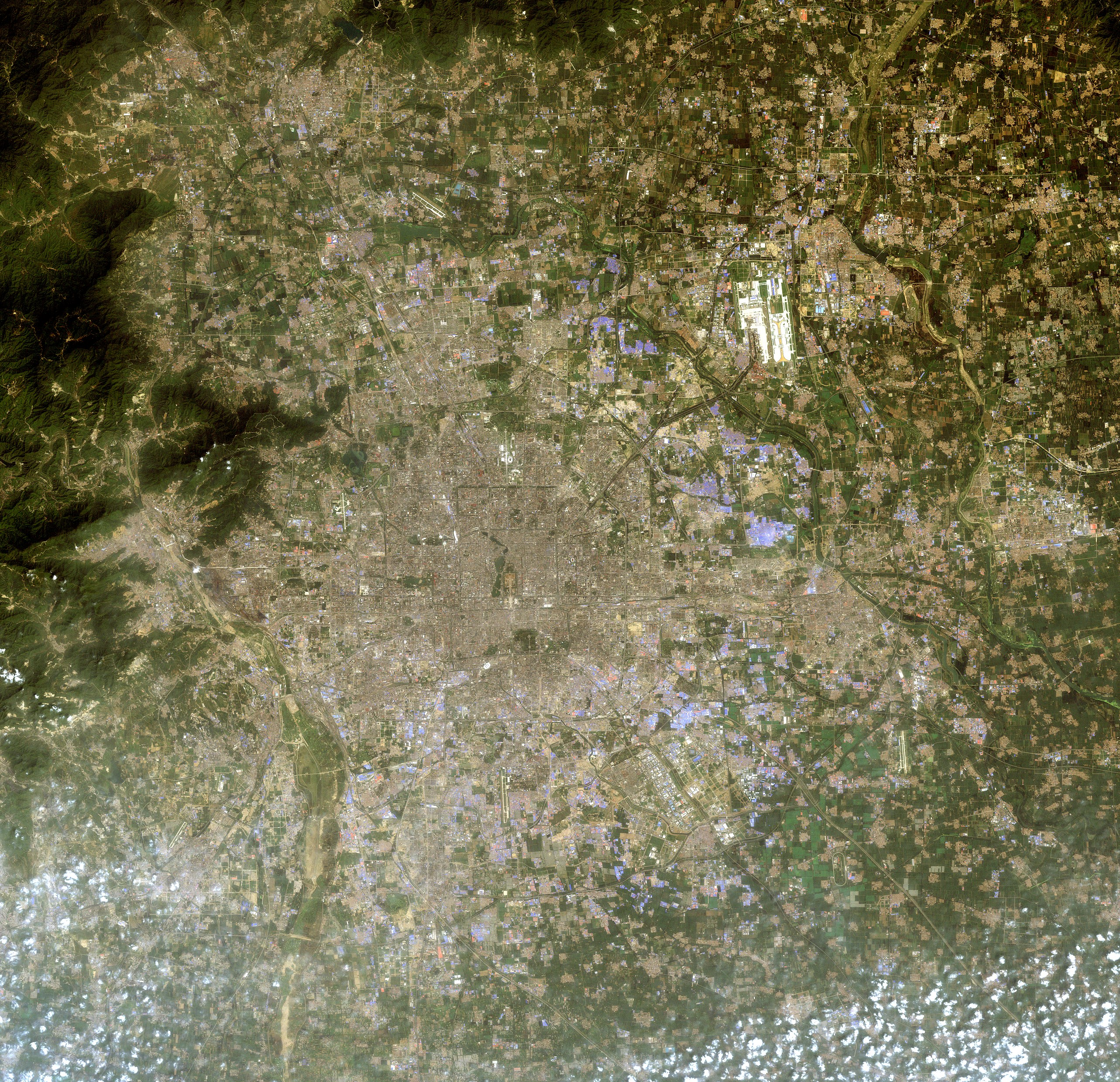
Landsat-Aufnahme von Peking, August 2010

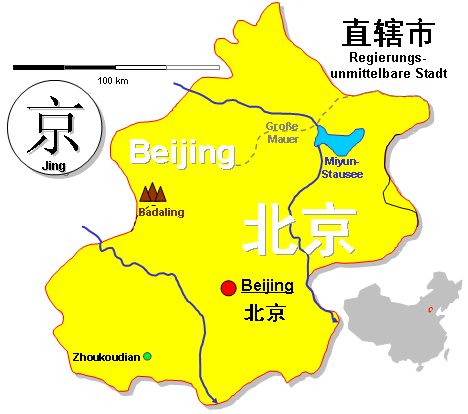
Umrisskarte Pekings

Peking liegt 110 Kilometer nordwestlich des Golfs von Bohai inmitten der Provinz Hebei, ist jedoch eine unabhängig verwaltete regierungsunmittelbare Stadt mit einer Fläche von 16.807,8 km², das entspricht in etwa der Bodenfläche des Freistaats Thüringen oder der Steiermark. Davon gehören aber nur 1.369,9 km² (8 %) zur Kernstadt (hohe Bebauungsdichte und geschlossene Ortsform). 15.398,4 km² (92 %) bestehen aus Vorstädten und Gebieten mit ländlicher Siedlungsstruktur. Die Metropolregion Peking, einschließlich des die eigentliche Stadt umgebenden Vorortgürtels, hat eine Fläche von 8.859,9 km².
Die Stadt befindet sich am nordwestlichen Rand der dicht bevölkerten Nordchinesischen Tiefebene durchschnittlich 63 Meter über dem Meeresspiegel und ist von Bergen (Mongolisches Plateau) umgeben. Die höchste Erhebung des Verwaltungsgebietes von Beijing ist der Ling Shan (genauer: Dongling Shan 東靈山 / 东灵山) mit 2303 Metern. In Nord-Süd-Richtung erstreckt sich das Gebiet über 180 km, in Ost-West-Richtung über 170 km. Weitere große Städte im Verwaltungsgebiet von Peking sind (Stand 1. Januar 2007): Mentougou 205.574 Einwohner, Tongzhou 169.770 Einwohner, Shunyi 122.264 Einwohner, Huangcun 109.043 Einwohner und Fangshan 100.855 Einwohner.

### Geologie
Die Nordchinesische Ebene (Große Ebene), in der Peking liegt, ist geologisch ein Einbruchsfeld, das später von den Deltabildungen der nordchinesischen Ströme ausgefüllt wurde. Sie besteht aus Schwemmlöss und Sanden, die von den Flüssen aus den westlichen Gebirgsländern herangeführt worden sind. Die Ebene ist also eine Fortsetzung des Lösslandes.
Auch klimatisch – heißfeuchte Sommer und trockenkalte Winter mit Staubstürmen – und pflanzengeographisch – Parklandschaft mit steppenhaften Zügen – ähnelt sie den benachbarten Lössbergländern. Die Nordchinesische Ebene stellt einen riesigen Schwemmkegel dar, den der Huang He, der schlammreichste Fluss der Erde, im Laufe vieler Jahrtausende aufgeschüttet hat und dessen Ausläufer nördlich und südlich der Halbinsel Shandong das Gelbe Meer erreichen.
Das Gebiet ist starken tektonischen Spannungen ausgesetzt die immer wieder zu Erdbeben führen, darum wurde bereits 1930 die Jiufeng-Erdbebenstation eingerichtet. Ursache ist die langsame Verschiebung der indischen Kontinentalplatte nach Norden in die eurasische Kontinentalplatte. Die Geschwindigkeit der Plattentektonik beträgt im Mittel etwa vier Zentimeter pro Jahr.
Am 28. Juli 1976 ereignete sich in Tangshan, 140 km östlich von Peking, das folgenschwerste Erdbeben des 20. Jahrhunderts (siehe Beben von Tangshan 1976). Es hatte eine Stärke von 8,2 auf der Richterskala. Die offizielle Angabe der Regierung der Volksrepublik China über die Zahl der Toten beträgt 242.419, doch manche Schätzungen geben eine Zahl bis zu 800.000 Toten an, auch die Stärke wird offiziell nur mit 7,8 angegeben. Das Beben führte auch in Peking und anderen Städten der Region zu Schäden.

### Stadtgliederung

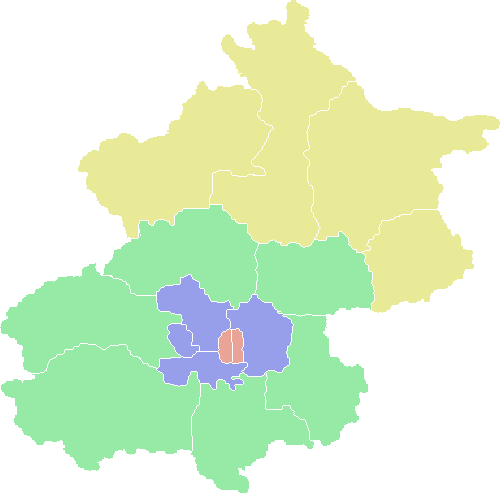
Stadtbezirke Pekings (Altstadt rot markiert: westlicher und östlicher Stadtteil)

Die Innenstadt von Peking (rot und blau markiert) ohne Vorortgürtel setzt sich aus sechs Stadtbezirken zusammen. Am 1. Juli 2010 wurden der Stadtbezirk Chongwen (崇文區 / 崇文区,  Chóngwén Qū) in den Stadtbezirk Dongcheng und der Stadtbezirk Xuanwu (宣武區 / 宣武区,  Xuānwǔ Qū) in den Stadtbezirk Xicheng eingegliedert.
- Chaoyang (朝陽區 / 朝阳区,  Cháoyáng Qū),
- Dongcheng (東城區 / 东城区,  Dōngchéng Qū),
- Fengtai (豐台區 / 丰台区,  Fēngtái Qū),
- Haidian (海澱區 / 海淀区,  'Hǎidiàn Qū),
- Shijingshan (石景山區 / 石景山区,  Shíjǐngshān Qū),
- Xicheng (西城區 / 西城区,  Xīchéng Qū),

In der nahen Umgebung der Innenstadt von Peking (grün markiert) befinden sich weitere sechs Stadtbezirke. Diese wurden zwischen 1986 und 2001 aus Kreisen in Stadtbezirke umgewandelt.
- Mentougou (門頭溝區 / 门头沟区,  Méntóugōu Qū),
- Fangshan (房山區 / 房山区,  Fángshān Qū) – Kreis Fangshan bis 1986,
- Tongzhou (通州區 / 通州区,  Tōngzhōu Qū) – Kreis Tongxian bis 1997,
- Shunyi (順義區 / 顺义区,  Shùnyì Qū) – Kreis Shunyi bis 1998,
- Changping (昌平區 / 昌平区,  Chāngpíng Qū) – Kreis Changping bis 1999,
- Daxing (大興區 / 大兴区,  Dàxīng Qū) – Kreis Daxing bis 2001.

Weiter vom Innenstadtgebiet entfernt gibt es vier weitere Stadtbezirke (gelb markiert). Diese wurden 2001 und 2015 aus ehemaligen Kreisen gebildet.
- Stadtbezirk Pinggu (平谷區 / 平谷区,  Pínggǔ Qū) – Kreis Pinggu bis 2001.
- Stadtbezirk Huairou (懷柔區 / 怀柔区,  Huáiróu Qū) – Kreis Huairou bis 2001.
- Stadtbezirk Miyun (密雲區 / 密云区,  Mìyún Qū),– Kreis Miyun bis 2015.
- Stadtbezirk Yanqing (延慶區 / 延庆区,  Yánqìng Qū).– Kreis Yanqing bis 2015.

### Klima
Obwohl Peking nur etwa 150 Kilometer von der Küste entfernt liegt, hat es aufgrund der Lage im Westwindgürtel ein gemäßigtes, kontinentales Klima, das heißt warme, feuchte Sommer und kalte, trockene Winter. Der Jahresniederschlag beträgt 578 mm im Mittel, davon fallen etwa 62 % in den Monaten Juli und August.
Die Jahresdurchschnittstemperatur liegt bei 11,8 °C. Wärmster Monat ist der Juli mit einer mittleren Tageshöchsttemperatur von 30,8 °C und einer mittleren Tagestiefsttemperatur von 21,6 °C. Der kälteste Monat ist in der Gegend um Peking der Januar mit einer mittleren Tageshöchsttemperatur von 1,6 °C und einer mittleren Tagestiefsttemperatur von −9,6 °C.
Im Winter herrschen Temperaturen bis zu −20 °C und ein eisiger, aus den Ebenen der Inneren Mongolei wehender Wind. Der Sommer (Juni bis August) ist schwül und heiß mit Temperaturen bis zu 40 °C, der kurze Frühling (April und Mai) trocken, aber windig. Im Herbst (September und Oktober) herrscht trockenes und mildes Wetter.
Wenn der Wind aus dem Süden oder Südosten kommt, ist die Sicht, vor allem von Juni bis August, schlecht. Wenn der Wind hingegen aus dem Norden kommt, wird es im Winter sehr kalt, und im Frühjahr gibt es dann die Sandstürme. Die höchste Temperatur wurde offiziell am 15. Juni 1942 mit 42,6 °C gemessen, die tiefste am 22. Februar 1966 mit −27,4 °C.
|                        | Jan  | Feb  | Mär  | Apr  | Mai  | Jun  | Jul   | Aug   | Sep  | Okt  | Nov  | Dez  |   |       |
| Mittl. Temperatur (°C) | −4,3 | −1,9 | 5,1  | 13,6 | 20,0 | 24,2 | 25,9  | 24,6  | 19,6 | 12,7 | 4,3  | −2,2 | ⌀ | 11,9  |
| Mittl. Tagesmax. (°C)  | 1,6  | 4,0  | 11,3 | 19,9 | 26,4 | 30,3 | 30,8  | 29,5  | 25,8 | 19,0 | 10,1 | 3,3  | ⌀ | 17,7  |
| Mittl. Tagesmin. (°C)  | −9,4 | −6,9 | −0,6 | 7,2  | 13,2 | 18,2 | 21,6  | 20,4  | 14,2 | 7,3  | −0,4 | −6,9 | ⌀ | 6,6   |
|                        |      |      |      |      |      |      |       |       |      |      |      |      |   |       |
| Niederschlag (mm)      | 2,6  | 5,9  | 9,0  | 26,4 | 28,7 | 70,7 | 175,6 | 182,2 | 48,7 | 18,8 | 6,0  | 2,3  | Σ | 576,9 |
|                        |      |      |      |      |      |      |       |       |      |      |      |      |   |       |
| Sonnenstunden (h/d)    | 6,5  | 6,8  | 7,8  | 8,2  | 9,3  | 9,1  | 7,2   | 7,4   | 8,1  | 7,3  | 6,4  | 6,0  | ⌀ | 7,5   |
|                        |      |      |      |      |      |      |       |       |      |      |      |      |   |       |
| Regentage (d)          | 2,0  | 3,1  | 4,1  | 4,6  | 5,9  | 9,7  | 14,1  | 13,2  | 6,8  | 5,4  | 3,7  | 1,6  | Σ | 74,2  |
|                        |      |      |      |      |      |      |       |       |      |      |      |      |   |       |
| Luftfeuchtigkeit (%)   | 45   | 49   | 52   | 48   | 52   | 62   | 78    | 80    | 71   | 66   | 60   | 51   | ⌀ | 59,6  |

| −9,4 |

| −6,9 |

| −0,6 |

| 7,2 |

| 13,2 |

| 18,2 |

| 21,6 |

| 20,4 |

| 14,2 |

| 7,3 |

| −0,4 |

| −6,9 |

| −9,4 |

| −6,9 |

| −0,6 |

| 7,2 |

| 13,2 |

| 18,2 |

| 21,6 |

| 20,4 |

| 14,2 |

| 7,3 |

| −0,4 |

| −6,9 |

### Umweltprobleme

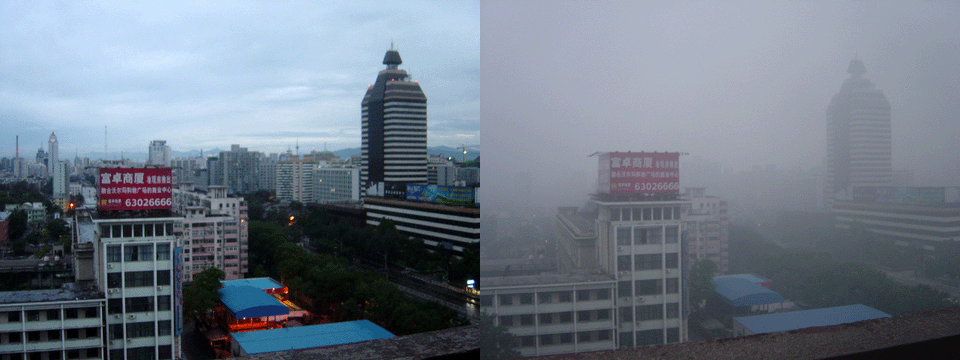
Peking im August 2005 – links: klare Luft nach Regenfall, rechts: Smog bei sonnigem Wetter

Die chinesische Hauptstadt hat mit zahlreichen Umweltproblemen zu kämpfen. Dazu gehören eine übermäßige Verschmutzung der Flüsse, Probleme bei der Trinkwasserversorgung, Luftverschmutzung, Defizite im öffentlichen Personennahverkehr und eine übermäßige Verkehrsbelastung. Seit Anfang der 1990er Jahre unternimmt die Regierung verstärkt Anstrengungen, um den Umweltschutz zu fördern. Es wurden Gesetze zum Recycling, zur Umweltverträglichkeitsprüfung, zur Steigerung der Energieeffizienz und zur Luftreinhaltung erlassen.
Zur Verbesserung der Luftqualität wurden strengere Abgasregeln erlassen. Seit dem 1. Januar 2003 wurden nur noch Personenkraftwagen zugelassen, welche die Euronorm 2 erfüllen. Seit dem 1. März 2008 müssen alle Neuwagen den Euro-IV-Standard erfüllen. Zahlreiche dieselbetriebene Busse wurden durch Erdgasbusse ersetzt. Außerdem stieg der Anteil von elektrisch betriebenen Oberleitungsbussen an den insgesamt 18.000 Omnibussen in Peking auf rund fünf Prozent. Auch wird der schienengebundene Nahverkehr, besonders das U-Bahn-Netz, stark ausgebaut. Die Luftverschmutzung in der Metropole ist jedoch weiterhin bedenklich. Der hohe Gehalt an Feinstaub und anderen Luftschadstoffen stellt ein großes Problem dar.
Im Rahmen des Saubere-Luft-Plans wurden von 2013 bis 2017 alle Kohlekraftwerke der Stadt stillgelegt und durch emissionsarme Gaskraftwerke ersetzt. Ebenfalls wurde ein Programm aufgelegt, das zum Ziel hat mit Kohle beheizte Wohngebäude auf elektrische Wärmepumpenheizungen umzustellen.
Die Luftqualität der Hauptstadt gilt nach Angaben der Weltgesundheitsorganisation (WHO) als eine der schlechtesten der Welt. Die Ursachen liegen sowohl in den zahlreichen Fabrikanlagen und Kraftwerken als auch am Verkehr und in den privaten Haushalten. Bedingt durch die schnelle Verstädterung, das stark gestiegene Verkehrsaufkommen und die Industriekonzentration im Ballungsraum stellen die übermäßige Emissionsbelastung und der Smog eine ernsthafte Bedrohung für die öffentliche Gesundheit dar. Während Inversionswetterlagen nehmen besonders Atemwegserkrankungen unter der Bevölkerung der Hauptstadt zu.

## Geschichte

### Urgeschichte
Im Gebiet der heutigen Stadt Peking lebten schon vor 770.000 ± 80.000 Jahren Vertreter des Homo erectus; sie wurden unter der Herkunftsbezeichnung Peking-Menschen bekannt, nachdem ihre Überreste in den 1920er und 1930er Jahren in Zhoukoudian, 50 km südwestlich der Stadtmitte, entdeckt worden waren.
Am Fundort wurden viele Steinwerkzeuge vom Oldowan-Typ und Knochenwerkzeuge gefunden. Im Jahre 1987 wurde Zhoukoudian von der UNESCO in die Liste des Weltkulturerbes aufgenommen.

### Die Zeit bis zur Machtübernahme der Yuan-Dynastie

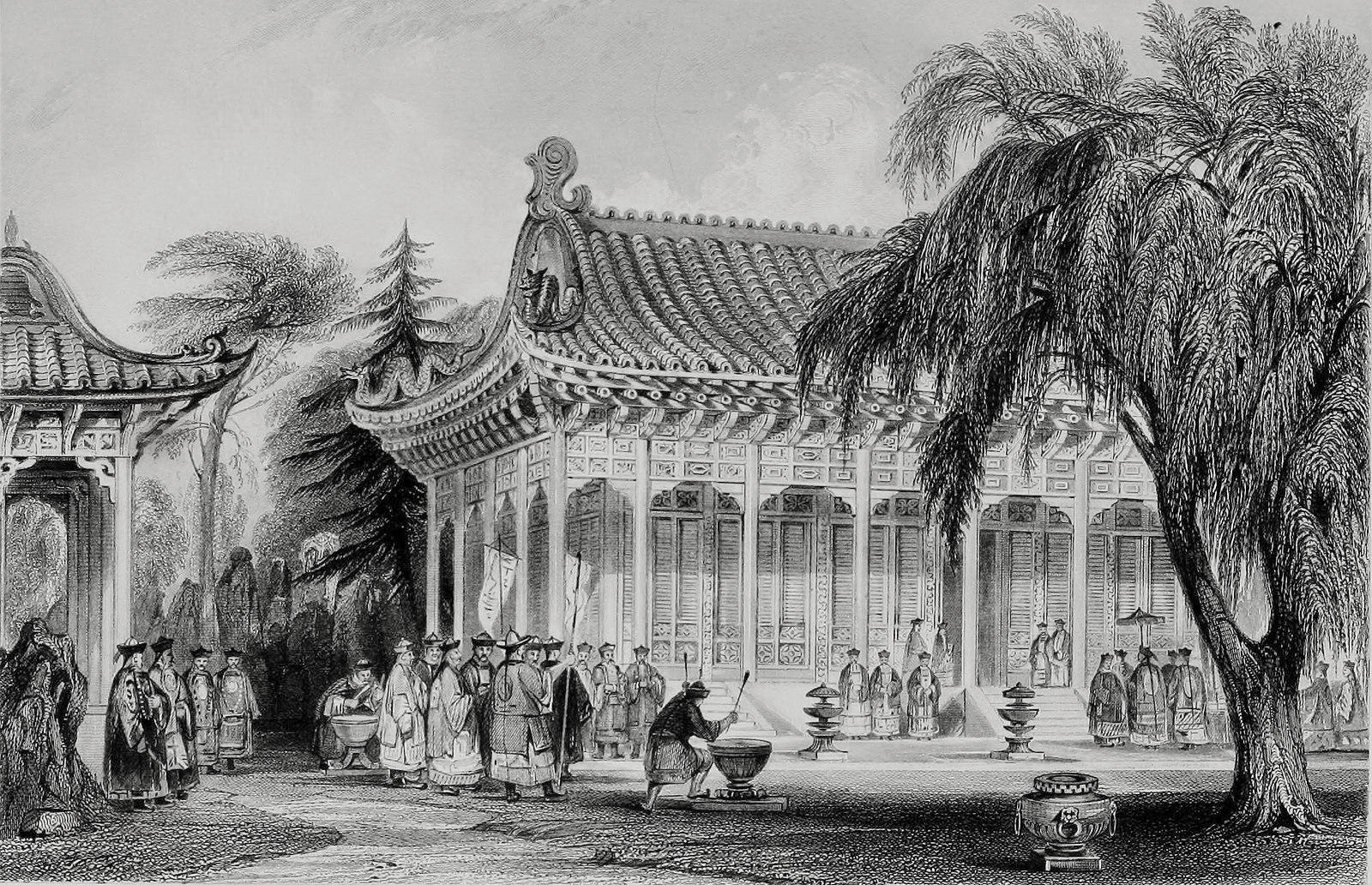
Palast in Peking, historische Zeichnung

#### Ji(Schilf) – 1000 v.Chr.
Die Geschichte der Stadt Peking reicht zurück bis in die Zeit der westlichen Zhou-Dynastie (1121 bis 770 v. Chr.), als sie den Namen Ji (Schilf) trug. Unter diesem Namen wurde die Stadt 1000 v. Chr. zum ersten Mal urkundlich erwähnt. Ji war zu dieser Zeit ein Zentrum für den Handel mit den Mongolen und Koreanern sowie verschiedenen Stämmen aus Shandong und Zentralchina.

#### Yanjing(Hauptstadt der Yan) – 475 bis 221 v. Chr.
In der Zeit der Streitenden Reiche war Peking die Hauptstadt von Yan, weshalb die Stadt den Namen Yanjing (Hauptstadt der Yan) trug. 221 v. Chr. besetzte der spätere erste Kaiser Qin Shihuangdi (259–210 v. Chr.) bei seinem Reichseinigungskrieg die Stadt. Unter seiner Regierung wurden die nördlichen Mauern befestigt.

#### Rückbenennung inJi(Schilf) – nach 221 v. Chr.
Die Kaiser der Qin-Dynastie änderten den Namen erneut in Ji. Unter ihrer Herrschaft verlor Peking seinen Status als Hauptstadt an Xianyang sowie an Bedeutung.
In den folgenden Jahrhunderten entwickelte sich Ji von einer unbedeutenden Provinzstadt zu einem Handelsknotenpunkt und wichtigen Militärbasis zur Verteidigung der Nordgrenzen Chinas und wurde wegen ihrer strategischen Bedeutung mehrfach durch Steppen- und Nomadenvölker aus dem Norden besetzt.

#### Youzhou– 618 bis 907 n.Chr.
In der Zeit der Tang-Dynastie (618–907 n. Chr.) regierte in der Stadt, die nun Youzhou hieß, ein Militärgouverneur. Sie stand stets im Schatten der damaligen chinesischen Hauptstadt Chang’an. Erst unter der Fremdherrschaft der Liao-Dynastie erreichte Peking einen Teil seiner früheren Bedeutung zurück.
Im Jahre 937 eroberten die Kitan unter Te-kuang (926–947) einen Teil Nordchinas und errichteten in Peking ihren Herrschaftssitz. 960 entstand den Kitan in der Song-Dynastie ein ebenbürtiger Gegner. Die Song-Dynastie versuchte 979 Nordchina zurückzuerobern, konnte aber den Kitan-General Yelü Hsiu-ko vor Peking nicht besiegen. Auch 986 blieb Yelü Hsiu-ko siegreich.

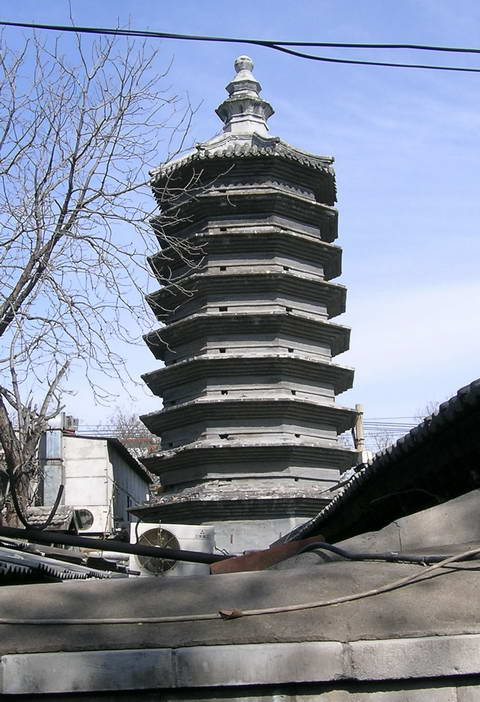
Wansong-Pagode

#### Zhongdu(Mittlere Hauptstadt) – 1153 bis 1215
Nach der Eroberung durch die Jurchen im Jahre 1153 wurde Peking zur Hauptstadt der Jin-Dynastie und unter dem Namen Zhongdu („Mittlere Hauptstadt“) prächtig ausgebaut. Über 100.000 Arbeiter wurden für die Erweiterung der Stadt verpflichtet.

#### Khanbaliq / Dadu(Stadt des Khan / Große Hauptstadt) – nach 1215
1215 nahmen die Heerscharen des Dschingis Khan (1162–1227) Peking ein. Sie plünderten die Stadt und setzten sie in Brand. Auf den alten Trümmern ließ später Kublai Khan Dadu (die große Hauptstadt) errichten, die auch unter dem Namen Khanbaliq (Stadt des Khan, bei Marco Polo Cambaluc) bekannt wurde. Mit der Schaffung des Mongolenreiches erlangte die Stadt im Laufe des 13. Jahrhunderts eine vorherrschende Stellung.

### Die Herrschaft der Yuan-Dynastie
Während der Herrschaft von Kublai Khan (1215–1294), dem Begründer der Yuan-Dynastie, wurde Peking unter dem Namen Dadu oder Cambaluc als Hauptstadt der Yuan geplant und ausgebaut. Die Stadt war von 1264 bis 1368 Hauptresidenz der Mongolen. Zu dieser Zeit unterstand dem Enkel des Dschingis Khan fast ganz Ostasien und die ersten Europäer – unter ihnen auch nach eigenen Angaben Marco Polo (1254–1324) – kamen über die berühmte Seidenstraße nach Peking.
Marco Polo, der Kublais Gast war und eine Zeit lang in der Stadt arbeitete, war angesichts der großen Kultiviertheit überaus beeindruckt: „So zahlreich sind Häuser und Menschen, dass niemand ihre Zahl nennen könnte… Ich glaube es gibt keinen Ort auf der Welt, der so viele Händler, so viele kostbare und eigentümliche Waren und Schätze sieht, wie aus allen Himmelsrichtungen in diese gelangen …“
Der Reichtum war auf die Lage der Stadt am Ausgangspunkt der Seidenstraße zurückzuführen, und nach Polos Beschreibungen waren es „fast täglich mehr als eintausend mit Seide beladene Karren“, die in der Stadt eintrafen, um von dort ihre Weiterreise in Ländereien westlich von China anzutreten.
In einer für die Großkhane, die später Kaiser genannt wurden, beispiellosen Entfaltung von Stil und Pracht errichtete sich Kublai einen an allen Seiten durch Mauern geschützten und über Marmortreppen zugänglichen Palast enormer Ausmaße.

### Machtentfaltung unter den Ming- und Qing-Dynastien

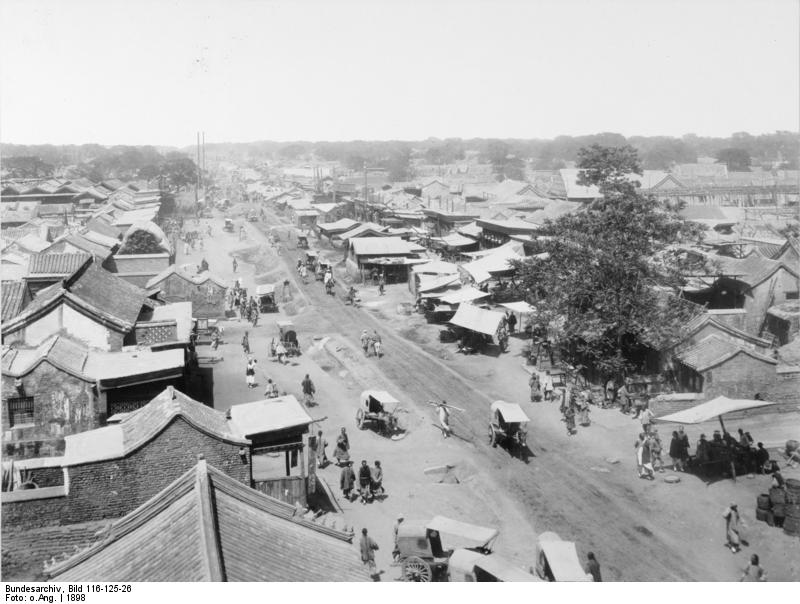
Peking 1898

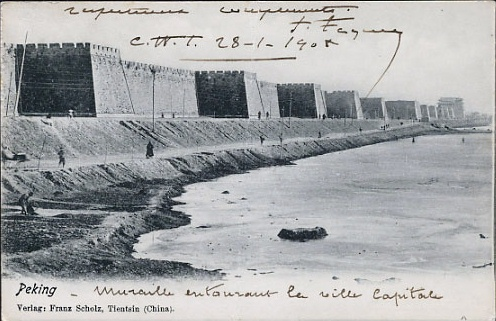
Alte Stadtmauer, um 1900

1368 wurde die Yuan- von der Ming-Dynastie abgelöst. Hongwu (1328–1398), der erste Kaiser der Ming-Dynastie, ließ seine Hauptstadt in Nanjing (Südliche Hauptstadt) am Fluss Yangzi errichten und änderte den Namen Dadus in Beiping (北平,  Běipíng,  Pei-p'ing – „Nördlicher Friede“).
Seit 1408 begann Kaiser Yongle die Stadt unter ihrem neuen Namen Beijing (Nördliche Hauptstadt) völlig neu zu erbauen. Er schuf unter anderem die Verbotene Stadt und den Himmelstempel, womit Yongle wichtige Elemente der Stadtentwicklung vorzeichnete. Im Jahre 1421 ernannte Yongle Peking zur neuen Hauptstadt der Ming-Dynastie. Während der nachfolgenden Qing-Dynastie (1644–1911) wurde die Stadt durch weitere Tempel und Paläste erweitert. Diese Periode war vom Aufstieg und Niedergang der Mandschu beziehungsweise der Qing-Dynastie gekennzeichnet.
Ihre größte Blütezeit erlebte die Hauptstadt während der ersten Hälfte des 18. Jahrhunderts unter den Kaisern Kangxi, Yongzheng und Qianlong. In jener Zeit errichteten die Qing nördlich der Stadt auch den legendären Sommerpalast, eine in der Welt einzigartige Gartenanlage für den Adel mit 200 Pavillons, Tempeln und Palastbauten vor der Kulisse einer weitläufigen Landschaft aus künstlich angelegten Seen und Hügeln. Gemeinsam mit dem Kaiserpalast bildete er den Mittelpunkt und das Symbol chinesischer Herrlichkeit und Machtentfaltung.
Im Zweiten Opiumkrieg drangen jedoch britische und französische Truppen im Jahre 1860 bis an die Mauern der Hauptstadt vor, und der Sommerpalast wurde von den Briten zunächst geplündert und dann in Brand gesteckt, wobei er praktisch bis auf die Grundmauern niederbrannte. Während der Kaiserhof in einer separaten, ummauerten Stadt auf großzügigem Raum lebte, musste die Zivilbevölkerung unter menschenunwürdigen Bedingungen wohnen.

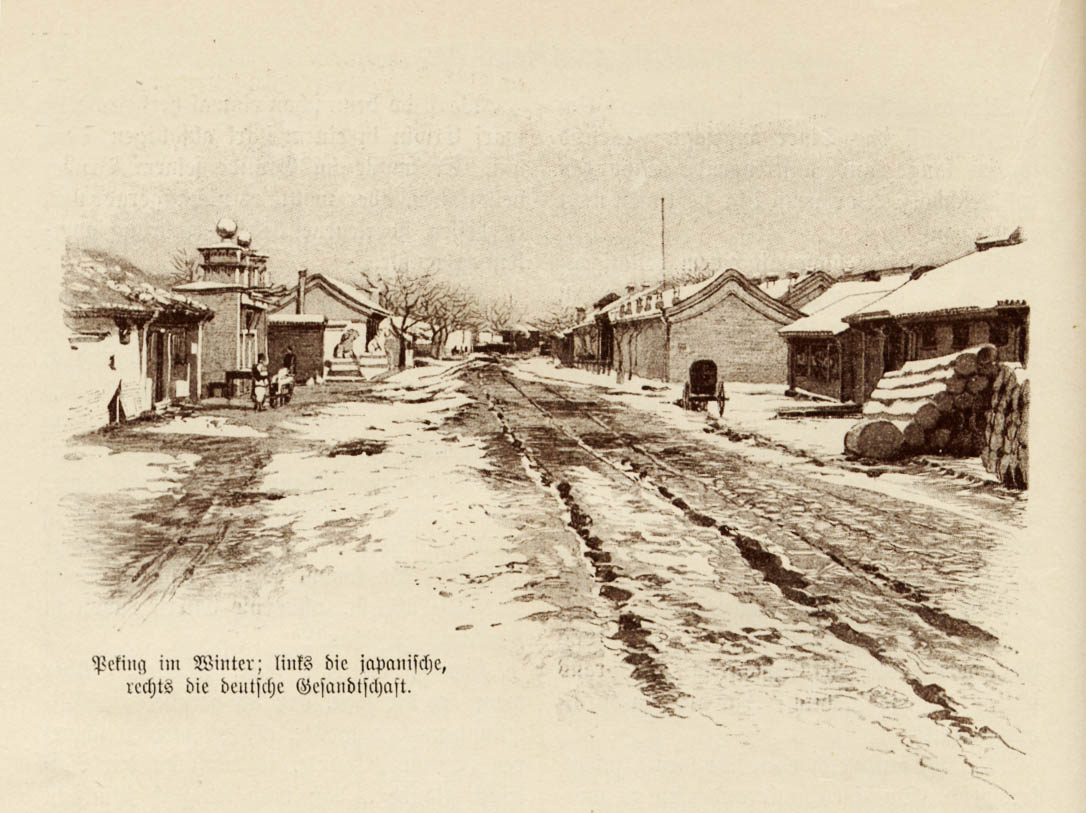
Deutsche und japanische Gesandtschaftsgebäude in Peking 1898

Mit Geldern, die eigentlich für die Modernisierung der chinesischen Marine gedacht waren, begann die Kaiserinwitwe Cixi (1835–1908) ab 1884 einen neuen Sommerpalast für sich zu errichten. Ihr Projekt markierte als letztes großes Symbol das Ende kaiserlichen Bauglanzes und Patronats – und wurde wie sein Vorgänger von ausländischen Soldaten während des Boxeraufstands im Jahre 1900 durch Brand verwüstet. Zu jener Zeit standen das Reich und die kaiserliche Hauptstadt infolge sukzessiver Wellen ausländischer Besatzung kurz vor dem Zusammenbruch.

### Peking nach der Abdankung der Mandschu

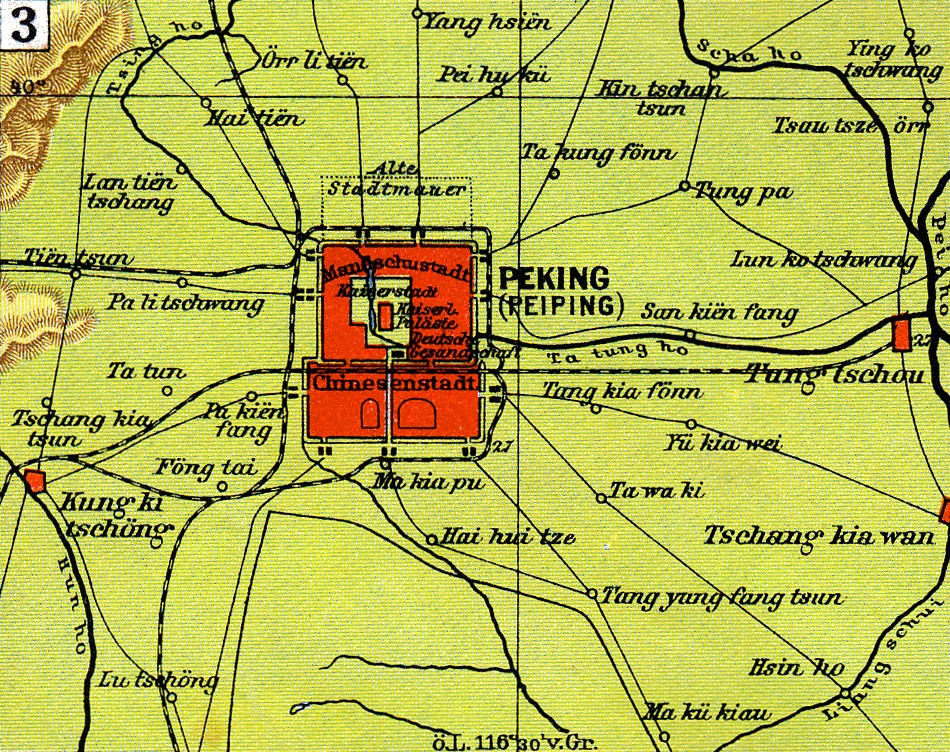
Karte Pekings und seines Umlandes (etwa 1930)

Nach der Abdankung der Mandschu und der Gründung der Republik China im Jahre 1912 blieb Peking bis 1928 das politische Zentrum Chinas. Dann richtete Chiang Kai-shek (1887–1975) die Hauptstadt in Nanjing ein. Peking war unter der Kontrolle rivalisierender Warlords und wurde daher von der Kuomintang 1928 wieder in Beiping (Nördlicher Friede) umbenannt, um deutlich zu machen, dass es sich nicht um eine Hauptstadt handelt.
Während der turbulenten 1920er Jahre kam es in Peking zu Massenkundgebungen der Bewohner, zuerst 1925, um gegen das Massaker an chinesischen Demonstranten in Shanghai durch britische Soldaten zu protestieren, und 1926, um ihren Unmut über die schmähliche Kapitulation der Regierung vor Japan in der Mandschurei-Krise kundzutun. Als die Demonstranten auf Regierungsbehörden zumarschierten, eröffneten Soldaten das Feuer auf sie.
Die Stadt wurde während des Zwischenfalls an der Marco-Polo-Brücke (Lugouqiao) zu Beginn des Zweiten Japanisch-Chinesischen Krieges am 19. Juli 1937 von der japanischen Armee besetzt. Erst nach Ende des Pazifikkriegs wurde die Stadt 1945 von Kuomintang und US-amerikanischen Marines befreit.

### Die Zeit seit der Machtübernahme durch die Kommunisten

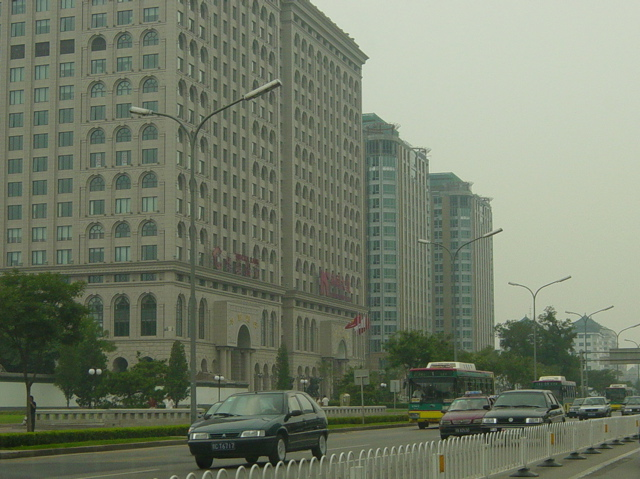
Chang'an-Allee

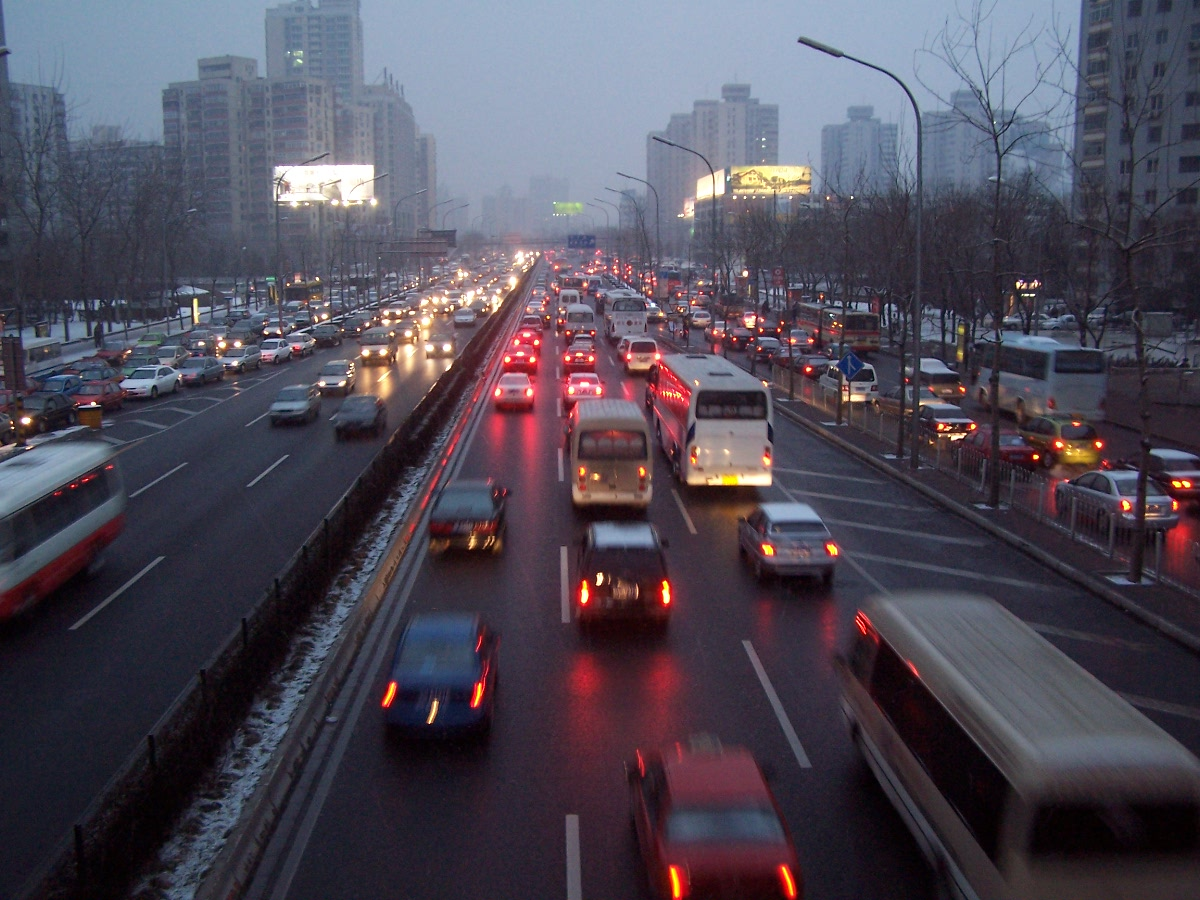
Verkehr in Peking

Im Januar 1949 nahmen die Kommunisten Peking ein – neun Monate, bevor die Flucht Chiang Kai-sheks nach Taiwan den endgültigen Sieg zur Gewissheit werden ließ. Im Anschluss an die Gründung der Volksrepublik China durch Mao Zedong am 1. Oktober 1949 erklärte die kommunistische Regierung Peking wieder zur Hauptstadt.
Der Umbau der Hauptstadt und die Tilgung der Symbole früherer Regimes besaßen für die neuen Machthaber höchste Priorität. Um sich von der Vergangenheit zu befreien und eine moderne Hauptstadt des Volkes zu bauen, wurde ein Großteil der wertvollen alten Bausubstanz zerstört oder zweckentfremdet. So wurde zum Beispiel der Tempel der Gepflegten Weisheit zu einer Drahtfabrik umfunktioniert und im Tempel des Feuergottes wurden Glühbirnen hergestellt. In den 1940er Jahren besaß die Stadt noch 8000 Tempel und Denkmäler, in den 1960er Jahren war diese Zahl auf nunmehr 150 geschrumpft.
Zum Schauplatz eines massiven Aufbegehrens durch das Volk wurde Peking 1989, als auf dem Tian’anmen-Platz im Zentrum der Stadt zwischen April und Juni des Jahres fast eine Million Demonstranten ihren Unmut über das schleppende Tempo von Reformen, den Mangel an Freiheit und die weit verbreitete Korruption kundtaten. Eine riesige Statue, die Göttin der Freiheit, die man in beiden Händen eine Fackel tragen ließ, wurde von Kunststudenten angefertigt und dem Porträt Mao Zedongs auf dem Tiananmen-Platz gegenübergestellt.
Daraufhin verhängte die chinesische Regierung am 20. Mai des Jahres das Kriegsrecht. Am 4. Juni 1989 wurde die friedlich demonstrierende Demokratie-Bewegung durch die Armee blutig niedergeschlagen; tausende Zivilisten kamen ums Leben.
Am 20. Oktober 1998 wurde in Peking die erste Menschenrechtskonferenz des Landes eröffnet. An der Konferenz nahmen mehr als 100 Vertreter aus 27 Staaten teil. – Im Juli 2001 erklärte das Internationale Olympische Komitee Peking zum Austragungsort der Olympischen Sommerspiele 2008.
Die größten Probleme, denen sich die Stadt wegen einer verfehlten (modernen) Stadtplanungspolitik heute gegenübersieht, sind die wachsende Zuwanderung, die Luftverschmutzung, verursacht durch veraltete Fabrikanlagen und der ausufernde Verkehr, der die Stadt an den Rand eines Verkehrskollapses bringt und seinen Teil zur schlechten Luftqualität beiträgt.

### Einwohnerentwicklung

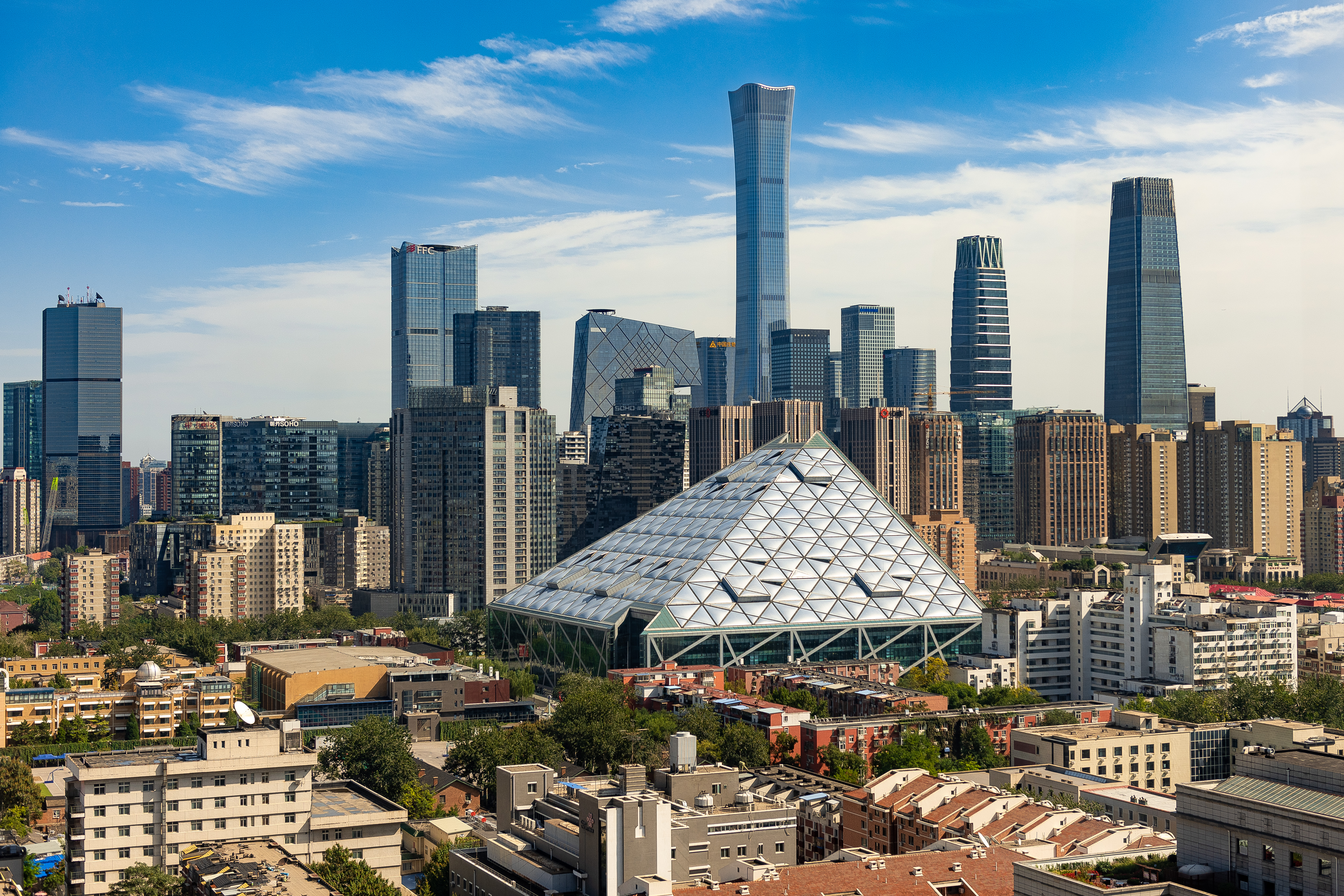
Skyline von Peking

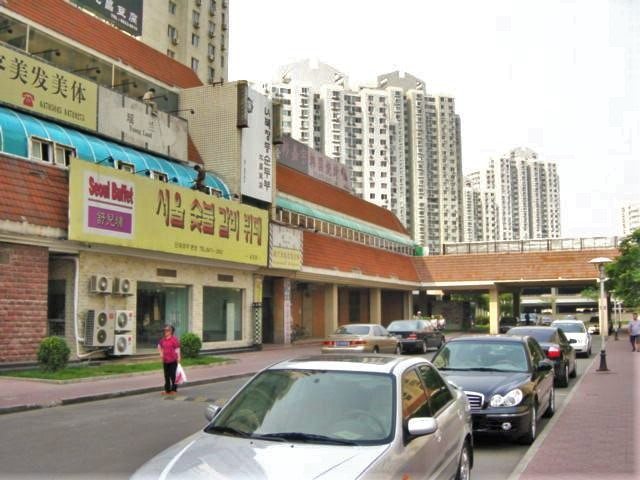
Wangjing

Schon 1450 lebten in Peking 600.000 Menschen. Bis 1800 stieg die Bevölkerung der Stadt auf 1,1 Millionen. Nach einem vorübergehenden Rückgang bis 1900 auf 693.000 Personen wuchs die Einwohnerzahl bis 1930 auf 1,6 Millionen und bis 1953 auf 2,8 Millionen. 2007 lebten in der Kernstadt (hohe Bebauungsdichte und geschlossene Ortsform) mit 7,7 Millionen Menschen zweieinhalbmal so viel wie 1953. Die Bevölkerungsdichte beträgt 5639 Einwohner pro Quadratkilometer. In Berlin sind es zum Vergleich 3800. In der Metropolregion Peking, zu der auch der die eigentliche Stadt umgebende Vorortgürtel gehört, lebten 2007 11,8 Millionen Menschen. Die Bevölkerungsdichte betrug 2007 1337 Einwohner pro Quadratkilometer.
Das gesamte Verwaltungsgebiet der regierungsunmittelbaren Stadt Peking, zu der auch ausgedehnte ländliche Gebiete gehören, hatte 2016 etwa 21,5 Millionen Einwohner.
2015 betrug die Einwohnerzahl 21,7 Millionen, davon waren 13,5 Millionen registrierte Bewohner mit ständigem Wohnsitz (戶口 / 户口,  hùkǒu) und 8,2 Millionen temporäre Einwohner (流動人口 / 流动人口,  liúdòng rénkǒu) mit befristeter Aufenthaltsgenehmigung (暫住證 / 暂住证,  zànzhùzhèng).
Wer sich länger als drei Tage in der Stadt aufhalten möchte, muss sich beim Amt für öffentliche Sicherheit melden und wird dort registriert. Der Antragsteller erhält dann eine zeitweilige Aufenthaltsgenehmigung für drei Monate, die nach Ablauf der Frist verlängert werden muss. Beim Amt muss eine Bescheinigung vom Heimatort vorgelegt werden, die bestätigt, dass die Person dort gemeldet ist. In der Stadt befinden sich des Weiteren etwa eine Million Gastarbeiter, meist ungelernte Wanderarbeiter und illegale Einwanderer, die von amtlichen Statistiken nicht erfasst werden. Da die Geburtenrate niedrig ist, ist das Bevölkerungswachstum vor allem auf Zuwanderung zurückzuführen. Das natürliche Wachstum der Bevölkerung mit dauerhaftem Wohnsitz in Peking beträgt gegenwärtig 0,9 pro 1000 Einwohner, Geburtenrate: 6,0 pro 1000 Einwohner, Sterberate: 5,1 pro 1000 Einwohner.
Etwa 95,7 % der Bevölkerung sind Han. Größte ethnische Minderheit mit über 1,8 % der Bevölkerung sind die Mandschu; mit 1,74 % stehen die muslimischen Hui-Chinesen an zweiter Stelle. Daneben gibt es noch nennenswerte Gruppen von Mongolen (0,3 % der Pekinger Bevölkerung) und Koreanern (0,15 %). Alle ethnischen Gruppen Chinas sind in kleiner Zahl auch unter den Einwohnern Pekings vertreten; quantitativ an letzter Stelle stehen die De'ang, ein Mon-Khmer-Volk, mit vier Einwohnern. Das in Peking gesprochene Chinesisch entspricht größtenteils dem Hochchinesisch (Putonghua), der Amtssprache der Volksrepublik China, mit einigen umgangssprachlichen Verschleifungen.
Die folgende Übersicht zeigt die Einwohnerzahlen der Kernstadt (ohne Vorortgürtel). Aufgeführt sind die registrierten Bewohner mit Hauptwohnsitz in Peking.

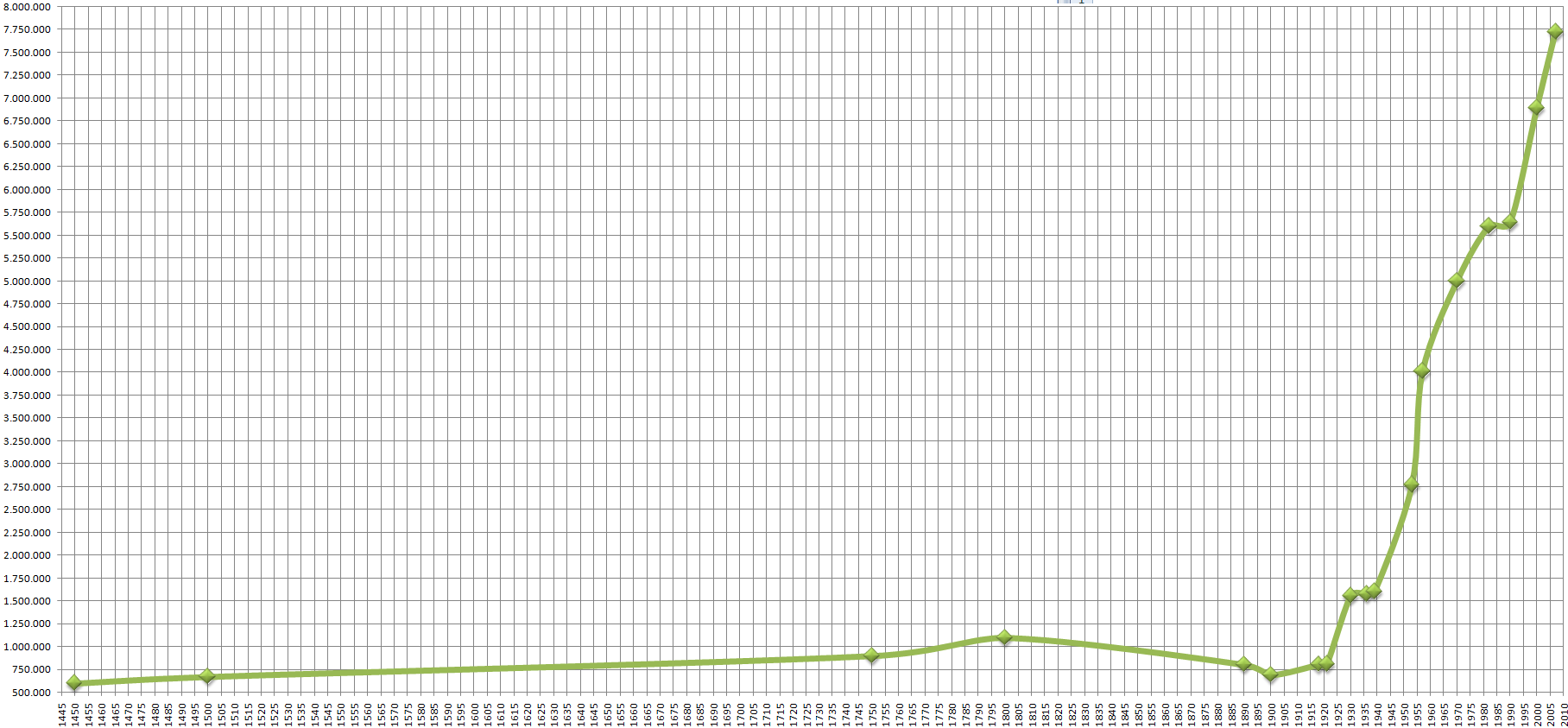
Bevölkerungsentwicklung Pekings

| Jahr | Einwohner |
| ---- | --------- |
| 1450 | 600.000   |
| 1500 | 672.000   |
| 1750 | 900.000   |
| 1800 | 1.100.000 |
| 1890 | 805.100   |
| 1900 | 693.000   |

| Jahr | Einwohner |
| ---- | --------- |
| 1918 | 805.000   |
| 1921 | 811.100   |
| 1930 | 1.556.000 |
| 1936 | 1.574.000 |
| 1939 | 1.603.000 |
| 1953 | 2.768.119 |

| Jahr | Einwohner |
| ---- | --------- |
| 1957 | 4.010.000 |
| 1970 | 5.000.000 |
| 1982 | 5.597.955 |
| 1990 | 5.641.634 |
| 2000 | 6.892.000 |
| 2007 | 7.724.932 |

### Entwicklung der Wohnsituation

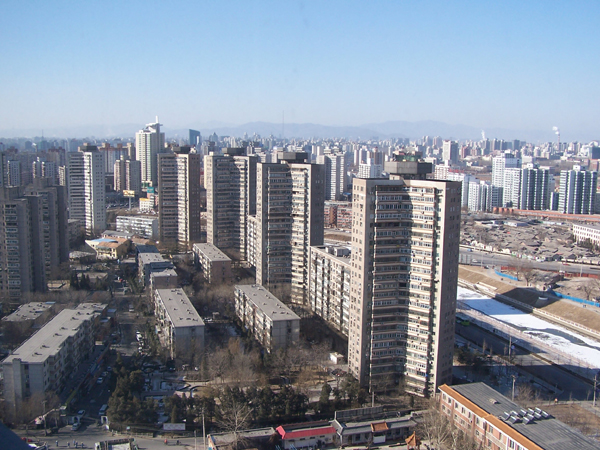
Wohngebäude im Stadtbezirk Chaoyang

Laut der Forbes-Liste der World’s Most Expensive Cities To Live von 2009 gilt Peking als eine Stadt mit sehr hohen Lebenshaltungskosten und eine der teuersten Städte der Welt. In einer Rangliste der Städte nach ihrer Lebensqualität belegte Peking im Jahre 2018 den 119. Platz unter 231 untersuchten Städten weltweit.

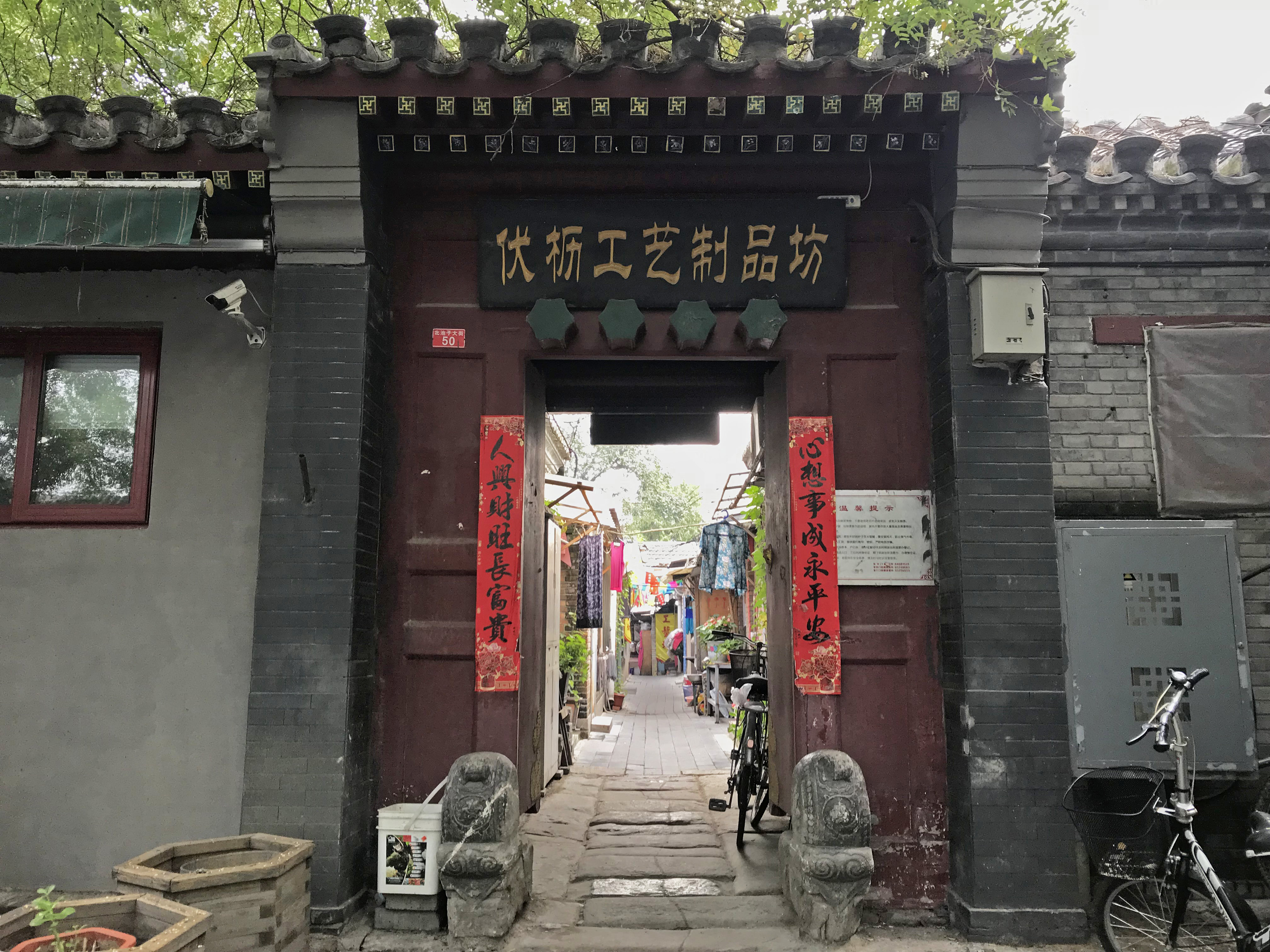
Eingang zu den Gassen eines traditionellen Hutongs in Peking

Viele Elemente der modernen Stadtplanungspolitik hatten verheerende Folgen für die Bevölkerung und schufen mehr Probleme, als sie lösten. Ein großer Teil der traditionellen Hofhäuser (Siheyuan) in den engen Gassen (Hutongs), die als Brutstätte von Individualisten galten, wurde seit 1949 abgerissen. Ihren Platz nahmen anonyme Neubauten aus Beton mit oftmals unzureichender sanitärer Ausstattung und kaum fließend Wasser ein.
Als Ende der 1960er Jahre umfangreiche Renovierungsarbeiten an den Gebäuden dringend geboten schienen, wurde stattdessen ein unterirdisches Tunnelnetz angelegt, das im Falle eines Krieges Schutz bieten sollte. Millionen von Arbeitsstunden wurden in das Projekt investiert, das keinen Schutz gegen moderne Bomben bieten konnte und letztlich nur zur Absenkung des Grundwasserspiegels führte.
Im Jahre 1950 veranlasste die Regierung die Tötung aller Hunde in der chinesischen Hauptstadt. Die Tötung zahlreicher Spatzen 1956 – die Maßnahme sollte ursprünglich die Getreidevorräte schützen – hatte allein zur Folge, dass sich die Insekten stärker vermehren konnten. Um dem entgegenzuwirken, ordnete die Stadtverwaltung die Entfernung sämtlicher Grünflächen in der Hauptstadt an, was wiederum Staubstürme in den windigen Wintermonaten verursachte.
Anfang des neuen Jahrtausends waren große Stadtsanierungsprojekte im Gange, um Peking für die Olympischen Sommerspiele 2008 zu rüsten. Verschiedene Anstrengungen zur Eindämmung der Luftverschmutzung wurden bereits unternommen; Fabriken, die sich nicht weiter modernisieren ließen, mussten schließen. Freiflächen sind durch aufwändige Begrünung zu neuem Leben erweckt worden. Die verschmutzten Kanäle wurden ausgebaggert.
Als Leitstern auf dem Weg Chinas in die Moderne nimmt Peking eine Vorreiterrolle bei der Umgestaltung des Landes ein. In schnellem Tempo werden Gebäude abgerissen und neue errichtet, wovon das weiße Schriftzeichen 拆 (chāi für Abriss) auf alten Häusern und die vielen Baukräne eindrucksvoll Zeugnis ablegen. Im Stadtzentrum werden überwiegend moderne Beton- und Glasbauten errichtet, an den breiten Magistralen entstehen zahlreiche Bürokomplexe. Für die ärmeren Bevölkerungsschichten sind die dortigen Wohnungen nicht bezahlbar. Sie werden in die Außenbezirke der Stadt verdrängt.
Die meisten Einwohner Pekings wohnen in Hochhäusern. Zwei Wohngebiete sind dafür besonders wichtig: das Wangjing-Gebiet im Nordosten sowie das Huilongguan-Wohngebiet im Nordwesten.
Um dem Problem der Überbevölkerung beizukommen, sind im Rahmen großangelegter Baumaßnahmen eine Reihe von Satellitenstädten für jeweils mehr als 500.000 Einwohner in Bau und Planung.

## Politik

### Stadtregierung

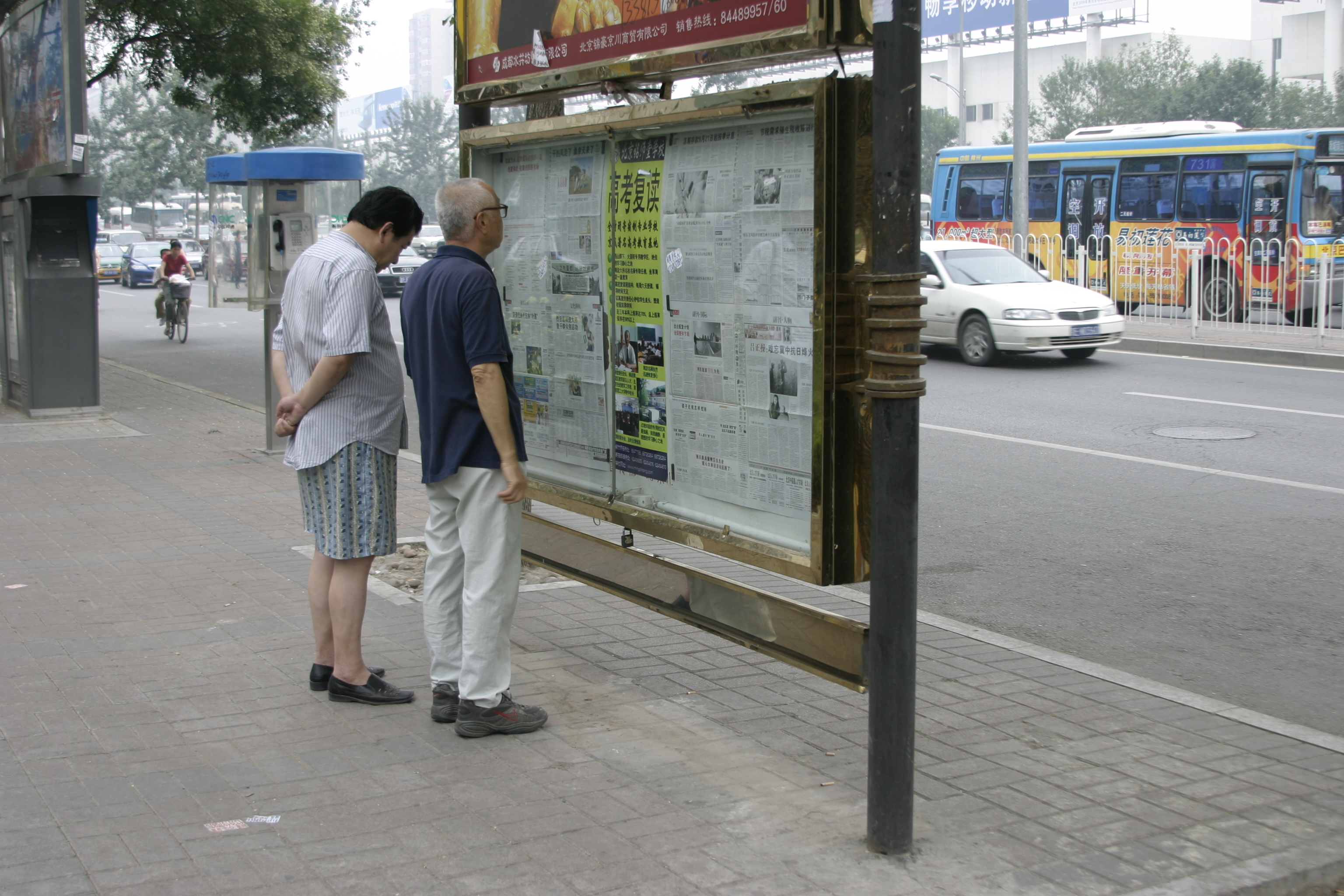
Zeitungsleser in Peking

Bürgermeister von Peking ist seit Mai 2017 Chen Jining (* 1964). Sein Vorgänger war von November 2007 bis zu seinem Rücktritt im Juli 2012 Guo Jinlong. Guo wurde im Juli 1947 in Nanjing geboren und war zuletzt Parteisekretär von Anhui und ist Mitglied des Zentralkomitees der KP Chinas. Sein Vorgänger war der im Juli 1948 in der Gemeinde Shanxitian in der Nähe der Stadt Qingdao geborene Wang Qishan. Dieser übernahm das Amt am 22. April 2003 von Meng Xuenong, der wegen Fehlverhaltens während des Ausbruchs der Lungenkrankheit SARS in der Hauptstadt von der Kommunistischen Partei Chinas seines Postens enthoben wurde.
Meng Xuenong wurde die Verantwortung für eine Politik der Vertuschung und des Verschweigens angelastet, mit der er den Ausbruch von SARS für lange Zeit verheimlichen wollte. An SARS waren in Peking mehrere Tausend Menschen erkrankt, Hunderte starben. Meng Xuenong hatte das Amt als Bürgermeister am 19. Januar 2003 von Liu Qi übernommen.
Weitere Mitglieder der Stadtregierung von Peking sind der Sekretär des Parteikomitees Liu Qi, der Vorsitzende des Ständigen Ausschusses des Volkskongresses Yu Junbo und die Vorsitzende der Politischen Konsultativkonferenz des Chinesischen Volkes (PKKCV) Cheng Shi'e. Die PKKCV setzt sich aus dem Nationalkomitee und den örtlichen Komitees verschiedener Ebenen zusammen.
Der Stadtregierung unterstehen die Regierungen von 16 Stadtbezirken und zwei Kreisen. Die Stadtbezirke gliedern sich wiederum in Straßenviertel, zum Teil auch in Gemeinden, Großgemeinden und „Unterbezirke“ (auf Gemeindeebene). Die Kreise setzen sich hingegen aus Gemeinden und Großgemeinden zusammen, nur im Kreis Miyun, der ein kleines urbanes Zentrum ausgebildet hat, gibt es zwei Straßenviertel. Am unteren Ende der Verwaltungspyramide Pekings befinden sich in den urbanen Gebieten die sogenannten Einwohnergemeinschaften (社區 / 社区,  shèqū), die von den Einwohnerkomitees (居民委員會 / 居民委员会,  jūmín wěiyuánhùi) verwaltet werden und in den ländlichen Regionen die Dörfer (村,  cūn), die von Dorfkomitees (村民委員會 / 村民委员会,  cūnmín wěiyuánhùi) verwaltet werden.

### Städtepartnerschaften
Peking unterhält mit folgenden Städten Partnerschaften:
| seit 25. Februar 1980: New York City, USA seit 14. Oktober 1980: Belgrad, Serbien seit 21. November 1983: Lima, Peru seit 15. Mai 1984: Washington, D.C., USA seit 16. September 1985: Madrid, Spanien seit 24. November 1986: Rio de Janeiro, Brasilien seit 14. September 1987: Köln, Deutschland seit 20. Juni 1990: Ankara, Türkei seit 28. Oktober 1990: Kairo, Ägypten seit 4. August 1992: Jakarta, Indonesien seit 8. Oktober 1992: Islamabad, Pakistan seit 26. Mai 1993: Bangkok, Thailand seit 13. Juli 1993: Buenos Aires, Argentinien seit 23. Oktober 1993: Seoul, Südkorea seit 13. Dezember 1993: Kiew, Ukraine seit 5. April 1994: Berlin, Deutschland seit 22. September 1994: Brüssel, Belgien seit 6. Oktober 1994: Hanoi, Vietnam | seit 29. Oktober 1994: Amsterdam, Niederlande seit 16. Mai 1995: Moskau, Russland seit 23. Oktober 1997: Paris, Frankreich seit 28. Mai 1998: Rom, Italien seit 18. Oktober 1999: Ottawa, Kanada seit 14. September 2000: Canberra, Australien seit 10. Mai 2005: Athen, Griechenland seit 16. Juni 2005: Budapest, Ungarn seit 21. Juni 2005: Bukarest, Rumänien seit 4. September 2005: Havanna, Kuba seit 14. November 2005: Manila, Philippinen seit 10. April 2006: London, Vereinigtes Königreich seit 17. April 2006: Addis Abeba, Äthiopien seit 10. April 2006: Wellington, Neuseeland seit 14. Juli 2006: Helsinki, Finnland seit 16. November 2006: Astana, Kasachstan seit 21. November 2006: Tel Aviv-Jaffa, Israel seit 22. Oktober 2007: Lissabon, Portugal |

### Regionenpartnerschaften
Peking unterhält mit folgenden Regionen Partnerschaften:
 seit 14. März 1979: Präfektur Tokio, Japan
 seit 2. Juli 1987: Île-de-France, Frankreich
 seit 6. Dezember 1998: Provinz Gauteng, Südafrika
 seit 17. Januar 2005: Autonome Gemeinschaft Madrid, Spanien

## Kultur und Sehenswürdigkeiten

### Musik und Theater

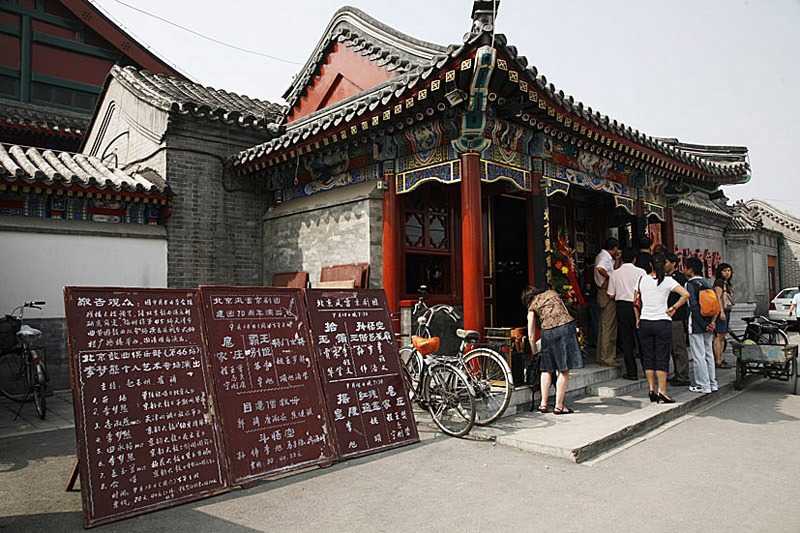
Huguang-Gildenhaus, Theater und Museum

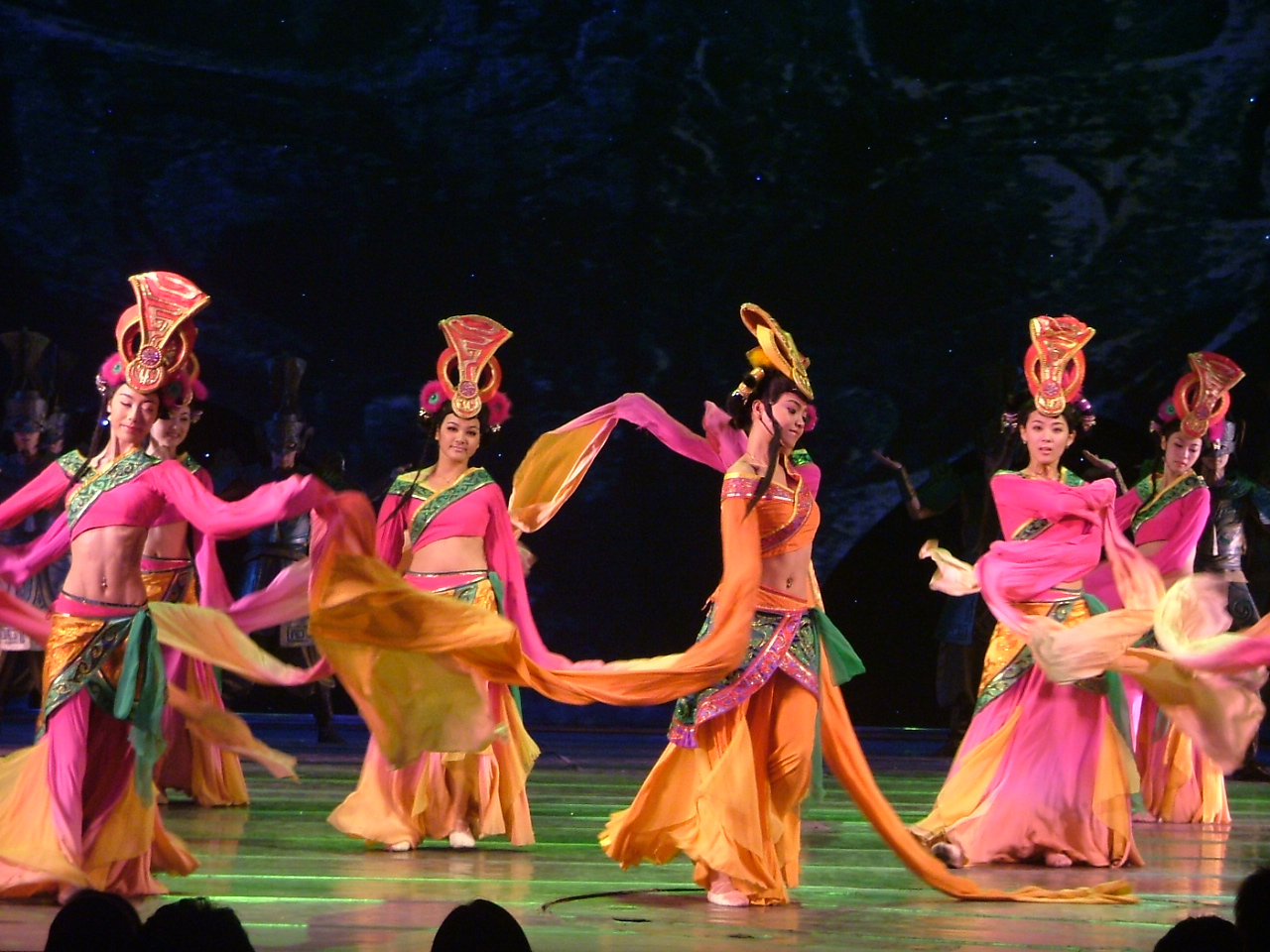
Peking-Theater

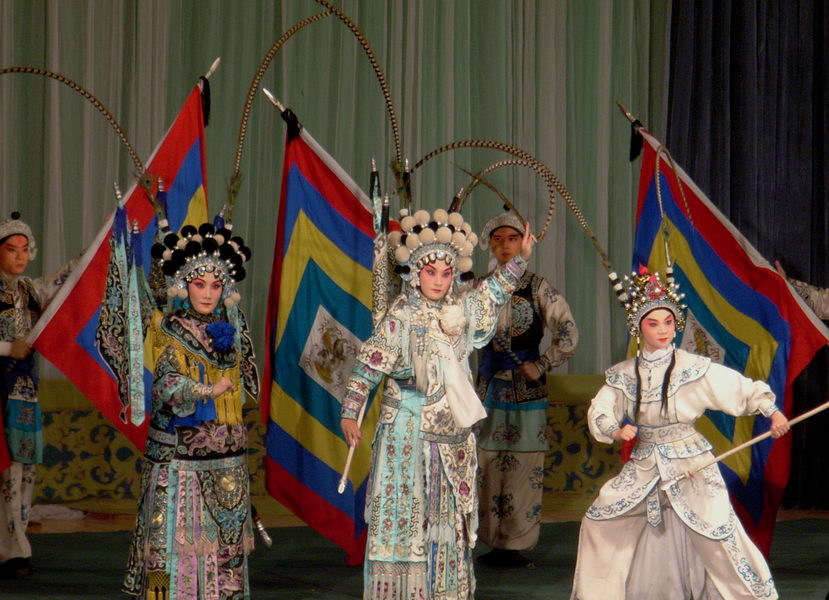
Peking-Oper

Es gibt zahlreiche Theater, zum Beispiel das Theater des Volkes sowie die Konzerthalle Peking für Musikveranstaltungen. Nach Peking ist die berühmte Peking-Oper benannt, die eine besondere Vermischung verschiedener Kunstformen, wie Gesang, Tanz, Akrobatik und mimischem Spiel, darstellt. Die Handlung fußt meist auf historischen oder mythologischen Stoffen.
Das zeitgenössische Theater ist demgegenüber in raschem Wandel begriffen und zeigt neuerdings chinesische Übersetzungen westlicher Stücke und experimentierfreudige Produktionen einheimischer Dramaturgen.
Das Sprechtheater hielt erst im 20. Jahrhundert Einzug auf chinesischen Bühnen. Seine Heimat wurde das Volkskunst-Theater in Peking, wo vor der Kulturrevolution europäische Stücke mit einer klaren sozialen Botschaft gezeigt wurden. 1968 wurde diese Kunstform jedoch von Jiang Qing, Mao Zedongs dritter Frau, bis auf wenige Stücke – die für die Gesellschaft als erbaulich eingestuft wurden – verboten. Das Theater und die meisten Kinos wurden für rund zehn Jahre geschlossen.
Der Rundfunksender China National Radio (CNR) hat eine eigene Konzerthalle mit hervorragender Akustik. Diese Konzerthalle ist auch gleichzeitig der Sendesaal, in dem viele Konzerte aufgezeichnet oder direkt ins ganze Land übertragen werden. In diesem Konzertsaal steht eine der größten Orgeln Chinas, sie stammt aus Deutschland und wurde 1999 vom Unternehmen Gebr. Oberlinger Orgelbau mit Sitz in Windesheim, Rheinland-Pfalz, erbaut.

### Museen

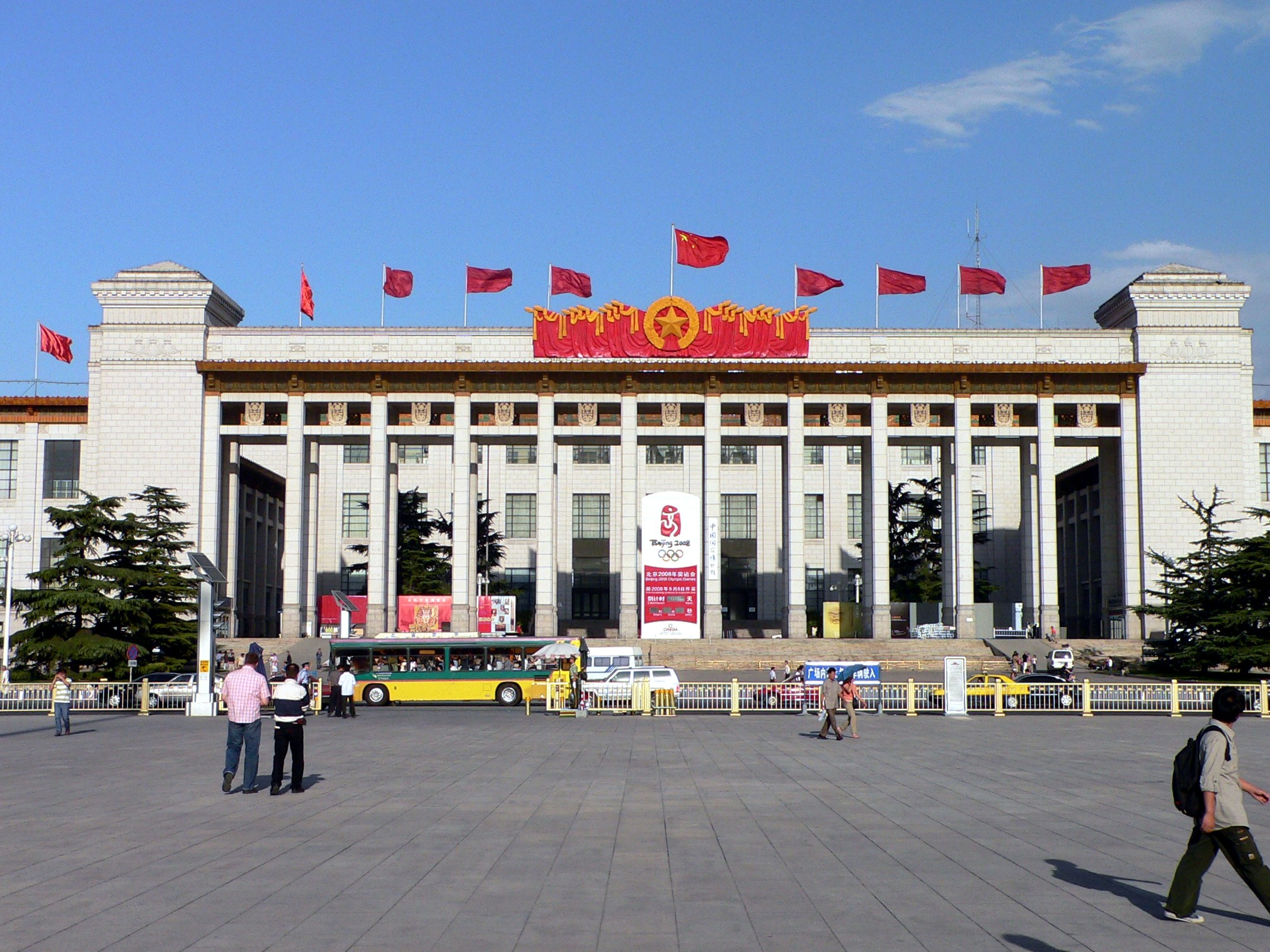
Chinesisches Nationalmuseum

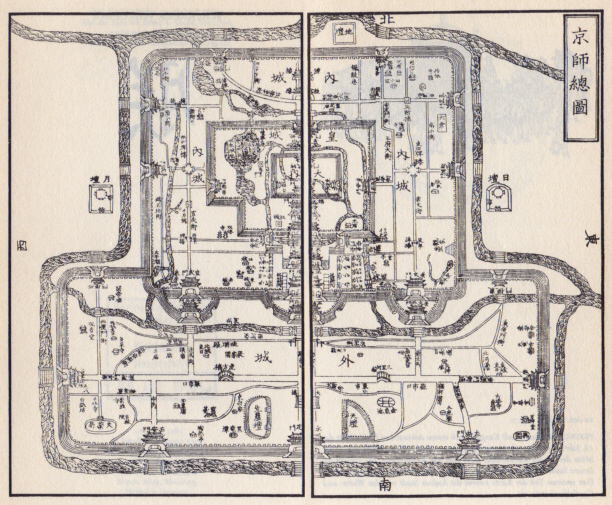
Historische Karte Pekings um 1700 – Kangxi-Ära

In Pekings Museen befinden sich einige der wichtigsten Sammlungen chinesischer traditioneller Kunst und archäologischer Fundstücke, so unter anderem im nationalen Kunstmuseum oder dem Hauptstadtmuseum. Daneben
verfügt Peking auch über ein Naturhistorisches Museum sowie über ein großes Museum für Technik und Wissenschaft.
Das Ergebnis der Sammelleidenschaft eines Qing-Kaisers zeigt ein ungewöhnliches Uhrenmuseum im Kaiserpalast in der Verbotenen Stadt. Die meisten Exponate sind überbordende Beispiele barocker Ornamentik aus Großbritannien und Frankreich, am beeindruckendsten ist jedoch vielleicht die riesige chinesische Wasseruhr.
Peking ist in den letzten Jahren zu einem Zentrum zeitgenössischer, vor allem chinesischer, Kunst geworden. Ein Großteil der anspruchsvolleren Ausstellungen findet in privaten Galerien statt. Zahlreiche konzentrieren sich in sogenannten Kunstvierteln, meist in ehemaligen Fabrikgebäuden, wie 798, Caochangdi oder Jiuchang. In der Innenstadt sind die Courtyard Gallery in der Donghuamen Dajie und die Red Gate Gallery die bekanntesten.
60 Kilometer nördlich der Stadt befindet sich das Luftfahrtmuseum. In einem riesigen Hangar und einer Ausstellungshalle werden mehr als 300 Fluggeräte gezeigt, angefangen von einem Nachbau des Flugzeugs der Brüder Wright, das Feng Ru (1883–1912), der erste chinesische Flugzeugingenieur und Pilot im Jahre 1909 steuerte, bis hin zu Kampfhubschraubern, die im Ersten Golfkrieg zum Einsatz kamen. Zur Sammlung gehören außerdem Kampfflugzeuge aus dem Koreakrieg, der Bomber, der 1964 Chinas erste Atombombe abwarf, sowie Mao Zedongs persönliche Maschine und jenes Flugzeug, aus dem die Asche von Zhou Enlai verstreut wurde.
In Peking befindet sich auch ein Museum über den Antijapanischen Krieg.

### Bauwerke

#### Altstadt und Kaiserpalast

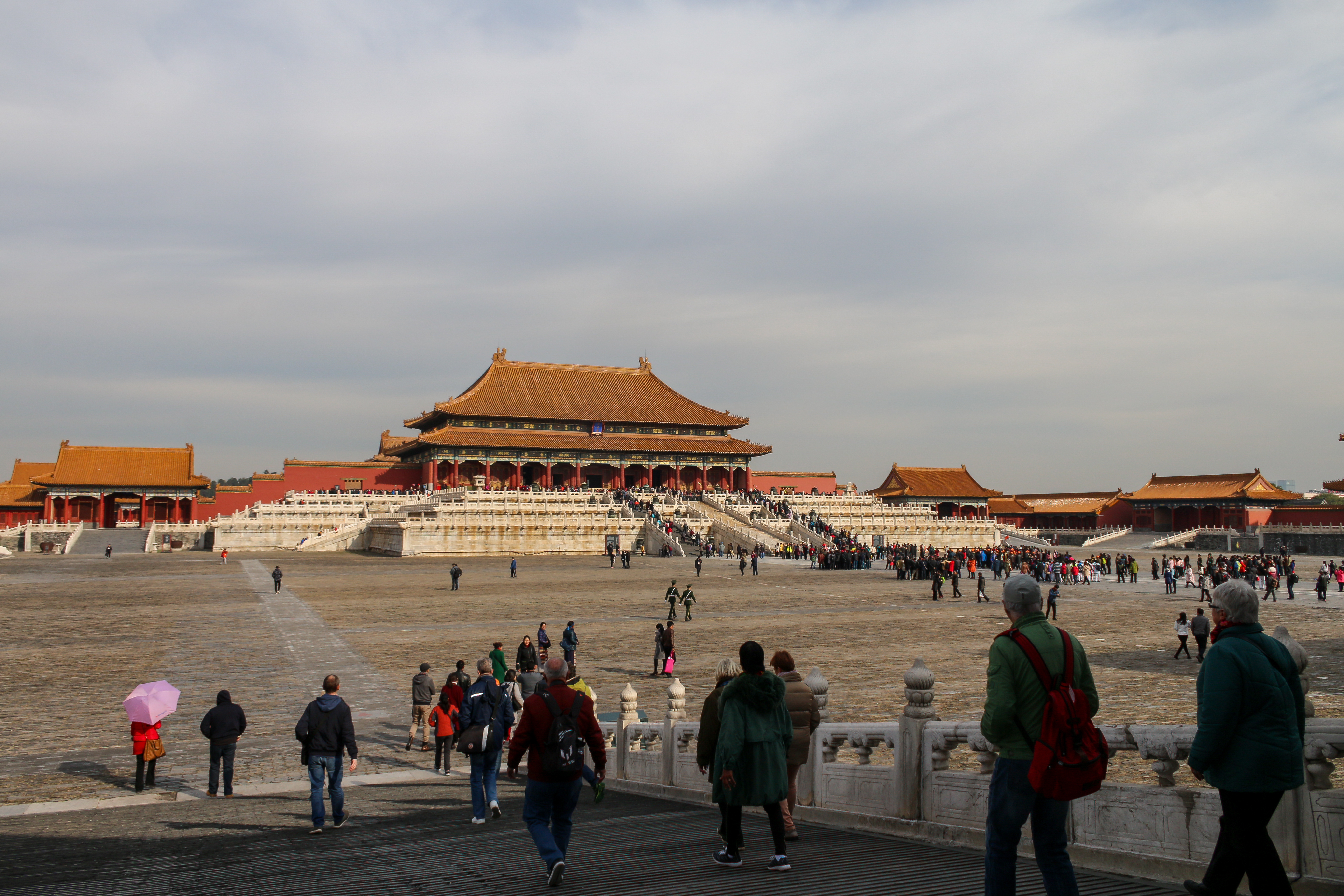
Anlagen in der Verbotenen Stadt

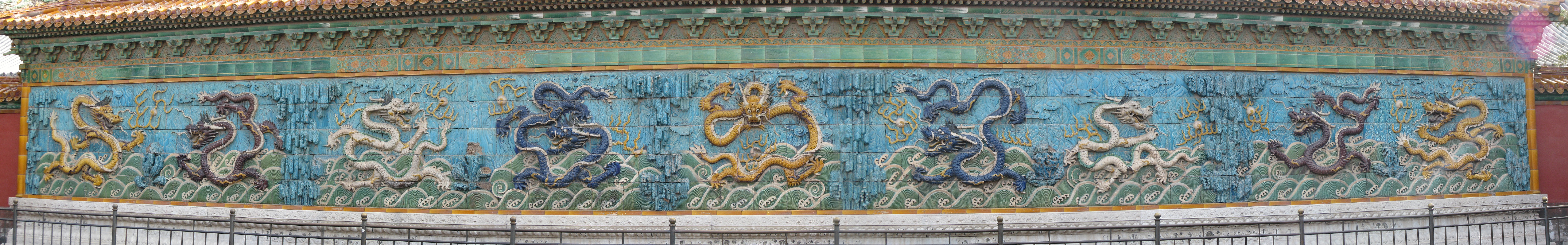
Neun-Drachen-Mauer in der Verbotenen Stadt

Die ursprünglich von einer großen Mauer umgebene Altstadt von Peking wurde als Abbild des Kosmos – von griechisch kósmos = die Welt[-ordnung] – geplant und bestand aus drei rechteckigen Bezirken (Kaiser-, Innere und Äußere Stadt). Auf der Hauptachse der Altstadt, in Nord-Süd-Richtung, befanden sich Torbauten, Palast- und Zeremonialgebäude. Die Verbotene Stadt – sie war ursprünglich nicht für das einfache Volk zugänglich – beherbergt den mit einer Mauer umgebenen und 1987 von der UNESCO zum Weltkulturerbe erklärten ehemaligen Kaiserpalast. Der Ort diente 24 chinesischen Kaisern der Ming- und Qing-Dynastien und ihren Familien als Residenz. Heute beherbergt die Verbotene Stadt das Palastmuseum Peking.
Die Altstadt bestand aus der Äußeren und der quadratischen im nördlichen Teil gelegenen Inneren Stadt, die von 1409 bis 1420 erbaut und von einer breiten, 15 Meter hohen Mauer mit neun Toren umgeben war. Die Grenzen der Inneren Stadt entsprachen weitgehend denen der Hauptstadt Dadu in der Yuan-Dynastie (1271–1368). In der Inneren Stadt lag die Kaiserstadt, in der sich Regierungsgebäude, Paläste, Tempel, Garten- und Parkanlagen sowie die Verbotene Stadt befanden. Außerhalb der Kaiserstadt lagen Viertel mit Märkten und Tempeln sowie Wohnviertel. Die Mauer war circa 25 Kilometer lang.
Die im südlichen Teil gelegene Äußere Stadt wurde während der Ming-Dynastie zwischen 1521 und 1566 erbaut. Sie war rechteckig und besaß eine Mauer von 23,5 Kilometern Länge. Es befanden sich sowohl wichtige Tempelbezirke als auch Wohnbezirke für das einfache Volk in diesem Areal. Nach der Machtübernahme der Kommunisten in China am 1. Oktober 1949 wurden die alten Stadtmauern von Peking niedergerissen und durch Hauptverkehrsstraßen ersetzt; von den alten Stadttoren blieben jedoch mehrere erhalten.
Das Palastmuseum (Gugong) in der Verbotenen Stadt ist die frühere Residenz der kaiserlichen Familie und des Hofes. Dieser Komplex – im 15. Jahrhundert errichtet – umfasst eine Reihe von riesigen Hallen und Palästen. Westlich dieses Komplexes befindet sich das Gebiet Zhongnanhai, ein großer Park mit Seen, der von einer Mauer umgeben ist.

#### Der Tian’anmen-Platz
Unmittelbar südlich der Verbotenen Stadt und des Palastmuseums liegt der Tian’anmen-Platz (Platz am Tor des Himmlischen Friedens), das Zentrum der Stadt. Auf dem Platz können sich bis zu einer Million Menschen versammeln. Mit seiner Fläche von 40 Hektar ist er der größte öffentliche Platz der Welt. Er wurde in seiner gegenwärtigen Größe im Anschluss an die Machtübernahme der Kommunisten angelegt. Jedes Jahr finden hier große Feierlichkeiten und Kundgebungen statt.
An der Westseite des Platzes steht die Große Halle des Volkes (Sitz der chinesischen Nationalversammlung), an der Ostseite befindet sich ein Museum zur chinesischen Geschichte und Revolution. Ein Denkmal für die Helden des Volkes und das Grab des früheren Vorsitzenden Mao Zedong (1893–1976) beherrschen den Platz in seiner Mitte.
In seiner neueren Geschichte diente der Platz zahlreichen historisch bedeutsamen Massenkundgebungen als Rahmen: am 4. Mai 1919 den ersten Forderungen nach Demokratie und Liberalismus durch Studenten, die gegen den Versailler Vertrag demonstrierten; am 9. Dezember 1935 den antijapanischen Protesten, mit denen zu einem Krieg des nationalen Widerstands aufgefordert wurde; 1966 den acht bühnenreif inszenierten Massenaufmärschen, die den Beginn der Kulturrevolution markierten und für die jedes Mal circa eine Million Rotgardisten nach Peking befördert wurden, um auf die revolutionären Ideale eingeschworen und dann in die Provinzen beordert zu werden. Im April 1976 wurden beim Tian’anmen-Zwischenfall, unmittelbar vor dem chinesischen Totengedenktag, zum Gedenken an den früheren Premierminister Zhou Enlai (1898–1976) hingestellte Kränze und Blumen aufgrund innerparteilicher Auseinandersetzungen von Sicherheitskräften entfernt.
Seit Ende des 20. Jahrhunderts ist der Platz jedoch vor allem wegen des Tian’anmen-Massakers von 1989 bekannt, als Studenten und Arbeiter für Demokratie demonstrierten und Tausende am 4. Juni dieses Jahres vom chinesischen Militär getötet wurden.

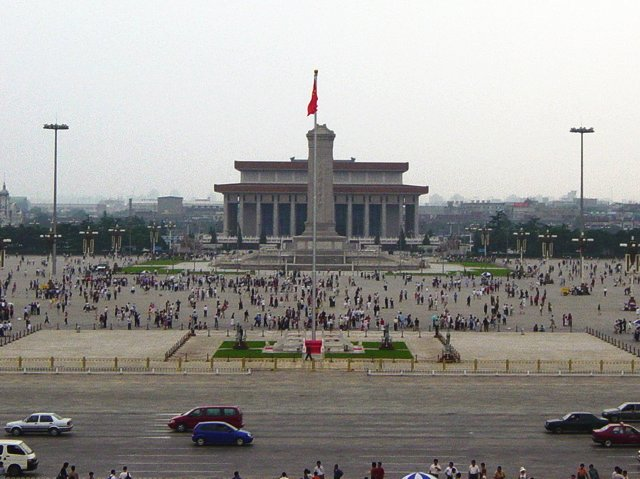
Der Tian’anmen-Platz
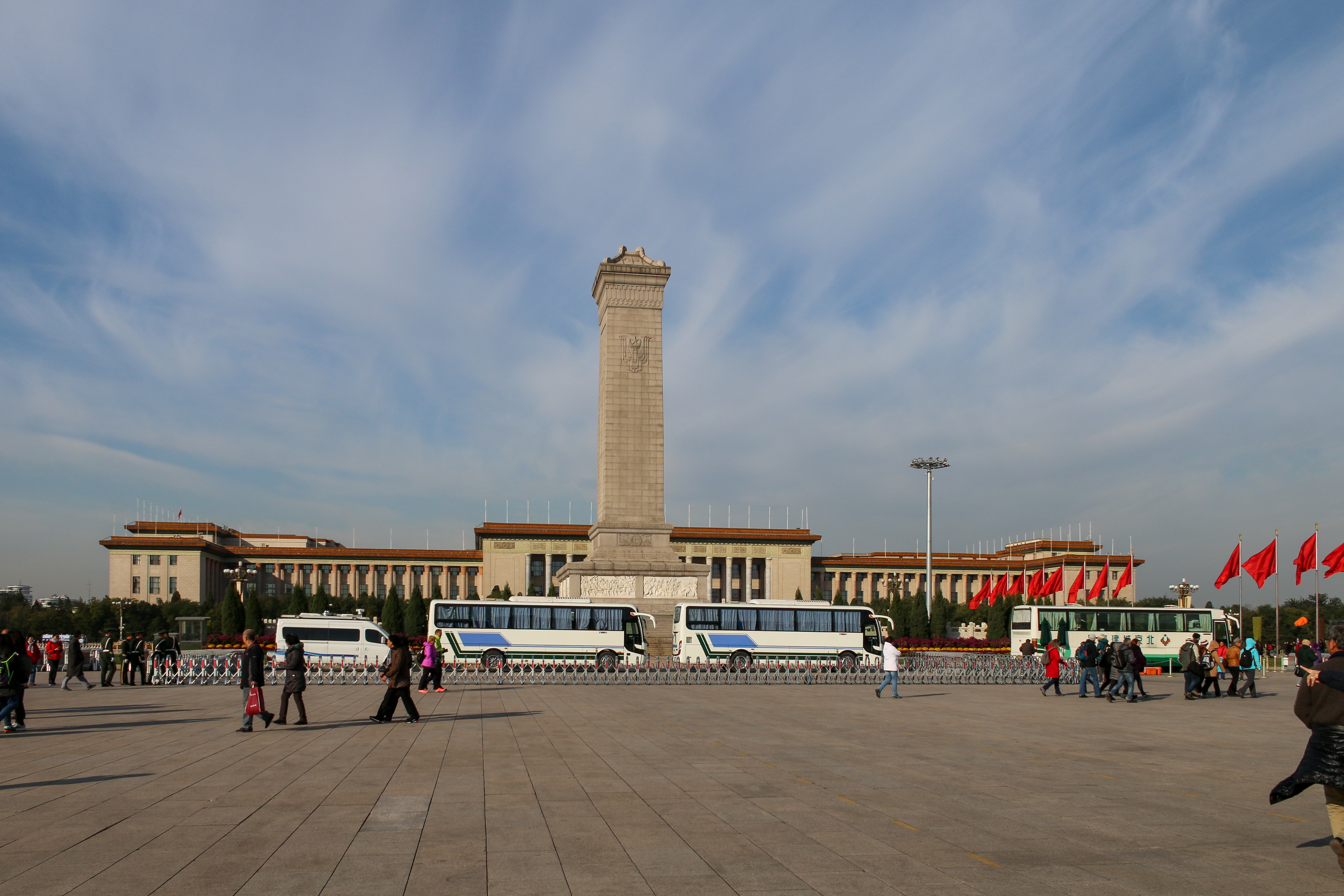
Die Große Halle des Volkes, im Vordergrund das Denkmal für die Helden des Volkes

#### Tempelanlagen

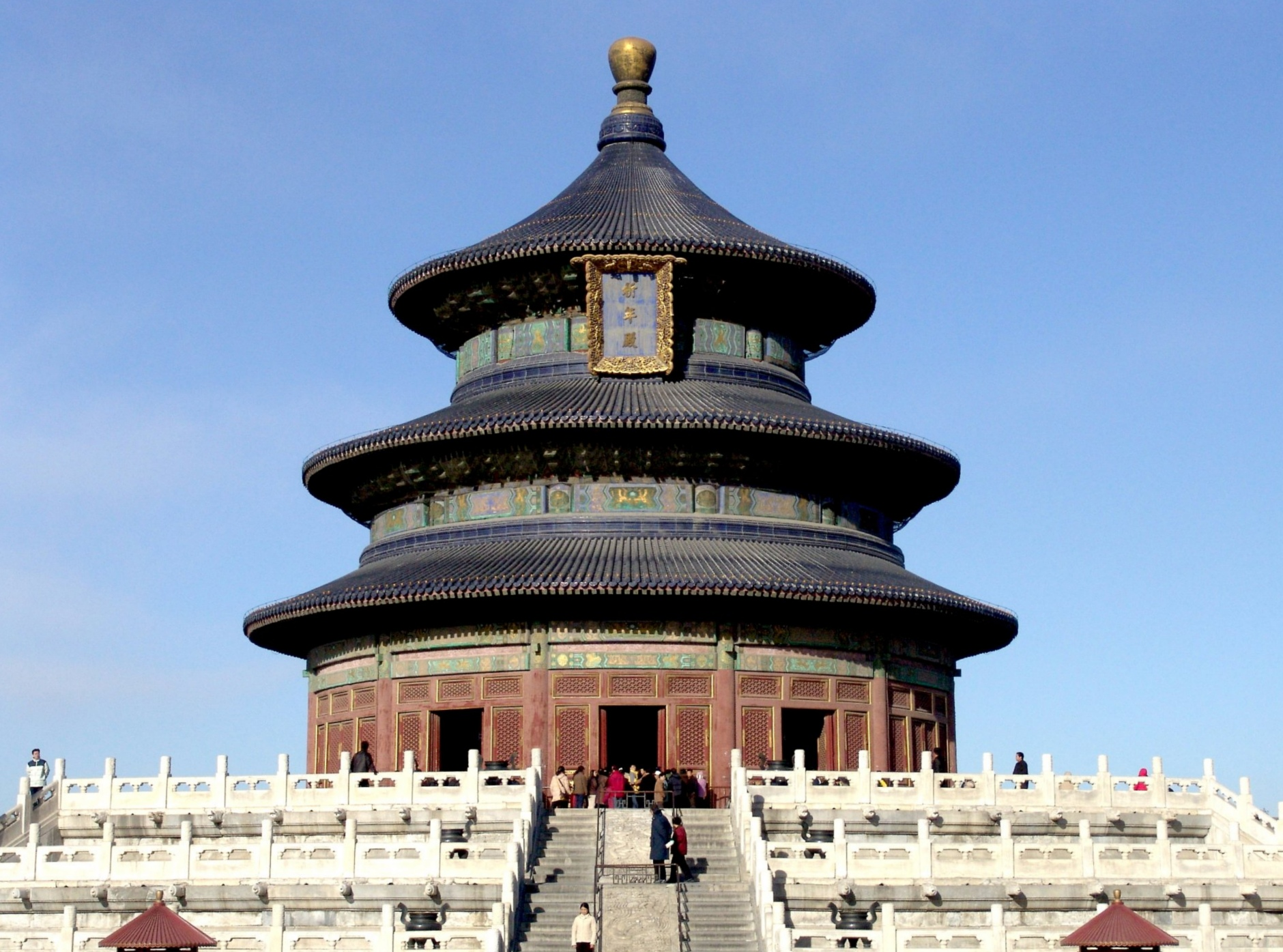
Halle des Erntegebets, Teil des Himmelstempels

Von den vielen Tempeln ist der Himmelstempel (Tiantan) im südlichen Teil der Äußeren Stadt besonders hervorzuheben (unter anderem mit der Halle der Jahresgebete). Dort betete der Kaiser jedes Jahr für eine reiche Ernte.
Die Anlage liegt im Xuanwu-Bezirk im Süden der Stadt inmitten eines großen Parks. Das wichtigste Gebäude dieser Tempelanlage ist die Halle der Ernteopfer, ein Gebäude mit kreisförmigem Grundriss auf einer dreistufigen Marmorterrasse. Sie wurde im Jahre 1420 erbaut, brannte 1889 ab und wurde 1890 neu errichtet.
Weitere sehenswerte Tempel sind der Konfuziustempel, der Lamatempel und der Tempel der Weißen Pagode.

#### Weitere Bauwerke

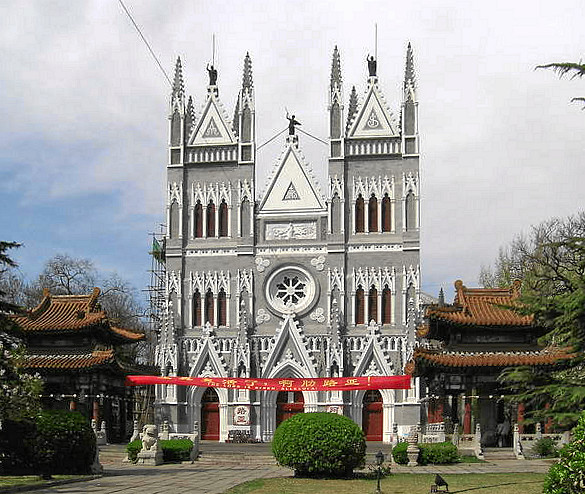
Xishiku-Kirche

In den nordwestlichen Vororten (Shisan ling) befinden sich die Ming-Gräber der Kaiser aus der Ming-Dynastie (1368–1644). Diese erreicht man über eine Allee, die von marmornen Löwen, Elefanten, Kamelen und Pferden gesäumt wird. Nordwestlich der Gräber (bei Badaling) steht ein Teil der Chinesischen Mauer.
Interessant als Relikt vergangener Zeiten ist das Alte Observatorium. Die erste Sternwarte an dieser Stelle entstand auf Anordnung von Kublai Khan (1215–1294), um den damals fehlerhaften Kalender durch Astronomen korrigieren zu lassen. Später als die islamischen Wissenschaften ihre Blüte erlebten, gelangte es unter muslimische Kontrolle, um im 17. Jahrhundert schließlich in die Hände von christlichen Jesuiten-Missionaren überzugehen, die bis in die 1830er Jahre die Hausherren blieben.
Im Komplex befinden sich ein idyllischer Garten und acht astronomische Instrumente aus der Ming-Zeit – wunderbar gearbeitete Armillarsphären, Theodolite und Ähnliches – auf dem Dach. Angegliedert ist ein kleines Museum mit einer Ausstellung von frühen, durch Astronomie inspirierten Töpferarbeiten und Navigationsinstrumenten.
Weitere bedeutende Sehenswürdigkeiten sind der 1992 erbaute und 400 Meter hohe Fernsehturm, das spektakuläre Central Chinese Television Headquarters, der mit 330 Metern höchste Wolkenkratzer der Stadt innerhalb des China World Trade Center, die Chinesische Nationaloper und die zahlreichen christlichen Kirchen. Die größten und bekanntesten unter ihnen sind die Östliche Kirche (Wangfujing), die Westliche Kirche (Xizhimen), die Südliche Kirche (Xuanwumen) und die Nördliche Kirche (Xishiku).
Des Weiteren sind der kaiserliche Sommerpalast (Yihe Yuan) sowie die Ruinen des Alten Sommerpalastes (Yuanming Yuan) zu nennen.

#### Chinesische Mauer

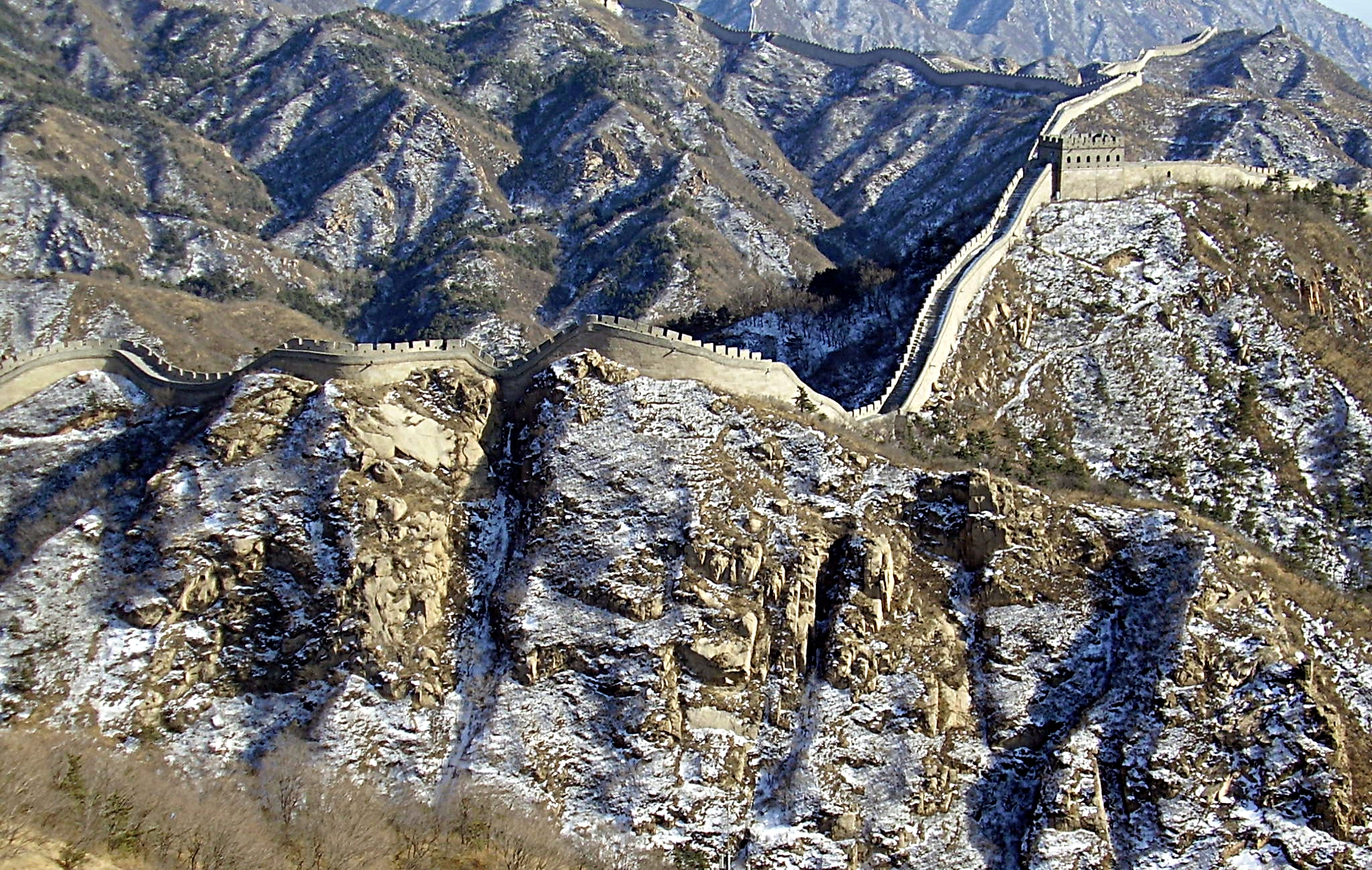
Chinesische Mauer in Badaling nahe Peking

Über eine Länge von 8850 Kilometer zieht sich die Chinesische Mauer durch China, ein monumentales Bauwerk, dessen Errichtung im 5. Jahrhundert v. Chr. begonnen und bis ins 16. Jahrhundert fortgeführt wurde. Die heute noch bestehenden Teilstücke würden aneinandergesetzt von New York bis nach Los Angeles reichen, und würde man aus ihren Steinen eine einzige Mauer von fünf Meter Höhe und einem Meter Tiefe bauen, ergäbe sich eine Strecke, die länger als der Erdumfang wäre.
Der bekannteste Mauerabschnitt erstreckt sich bei Badaling, 70 km nordwestlich von Peking. Es war das erste Teilstück, das 1957 restauriert wurde. Die Mauer ist dort sechs Meter breit und in regelmäßigen Abständen mit Wachtürmen aus der Ming-Zeit (1368–1644) bestückt. Ihr Verlauf folgt dem Grat einer Hügelkette und hätte verteidigungsstrategisch kaum besser angelegt sein können, weshalb dieser Abschnitt auch nie direkt angegriffen, wohl aber über die Seiten eingenommen wurde.
Weniger bekannt ist die Chinesische Mauer bei Mutianyu, 90 km nordöstlich von Peking. Der dortige, 1368 erbaute und 1983 restaurierte Abschnitt mit seinen zahlreichen Wachtürmen ist zwei Kilometer lang und erstreckt sich entlang eines Hügelkamms in grüner, sanft gewellter Landschaft. Ein weiteres Teilstück der Chinesischen Mauer befindet sich in Simatai, 110 km nordöstlich von Peking. Der Großteil dieses aus der Ming-Dynastie stammenden Mauersegments ist in seinem ursprünglichen Zustand belassen und besitzt nur einige Neuerungen aus späterer Zeit wie beispielsweise Geschützstände für Kanonen und quer zur äußeren Mauer gezogene, innere Mauerabsperrungen, um bereits eingedrungene Feinde zu stoppen.

### Parks und Grünanlagen

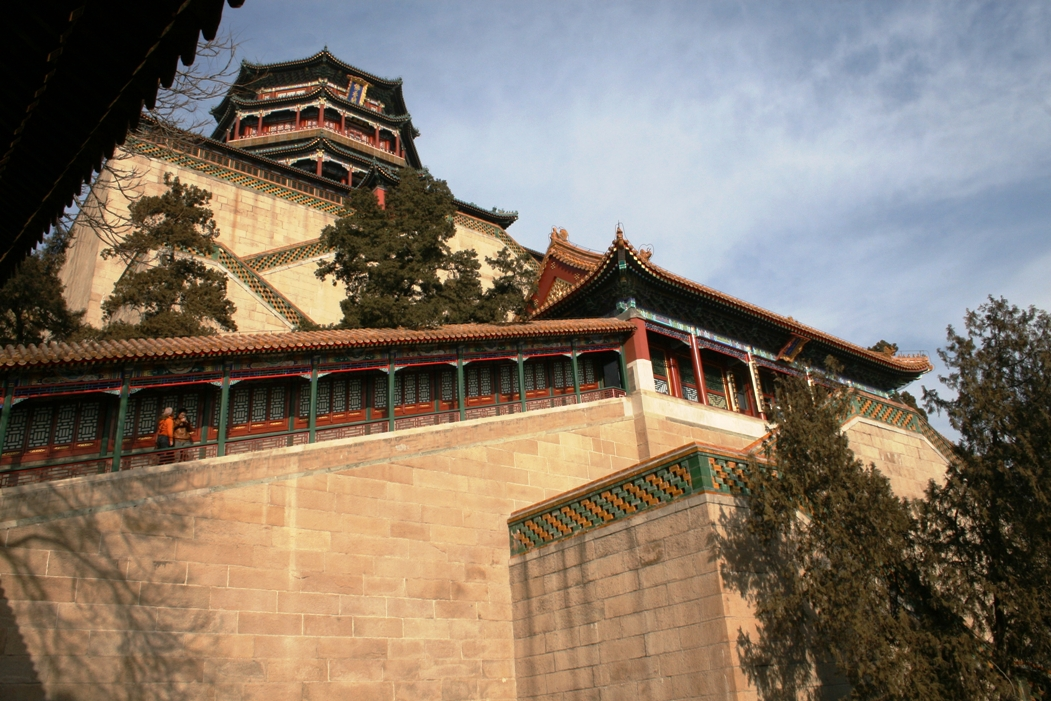
Treppenaufgang im Sommerpalast

In der chinesischen Kultur ist die Verbindung von Wohnung und Natur beziehungsweise nachempfundener Natur traditionell eng. Allerdings wurde in den städtischen Siedlungen dieser Gedanke immer wieder zugunsten einer höchstmöglichen Ausnutzung des knappen Bodens verdrängt, vor allem in den letzten Jahren mit dem Aufkommen der Wohnhochhäuser in serieller Bauweise. Für hausnahe Grünanlagen blieben nur Restflächen. Die bauliche Verdichtung ist so groß, dass ein ausgleichender Bedarf an öffentlichen Parks, Sportstätten, Freizeit- und Spielflächen entstand.
In letzter Zeit setzte sich der Gedanke durch, dass eine Stadt, über der die meiste Zeit eine Smogglocke hängt, kaum Zukunft hat. Es gibt zwei bemerkenswerte Gegenmaßnahmen: Emissionskontrolle und -senkung und Durchlüftung über Grünkorridore. So ist es inzwischen Standard, an Schnellverkehrstraßen Begleitgrünstreifen anzulegen, die mit 100 bis zu 400 Meter Breite sogar kleinere Waldstücke bilden. Besonders das Programm zum Ausbau der Flussbetten und Kanäle mit breiten Uferstreifen ist ein Fortschritt. In die Bankette der aufgestauten Flussläufe rings um Peking wurden beispielsweise kleinere Parks, Radwege und Freizeitanlagen eingestreut, sodass die Bewohner der neuen Stadtrandsiedlungen wohnungsnahe Erholungsmöglichkeiten haben. Selbst die zahlreichen neuen Golfplätze sind hier zu nennen, obwohl sie als nichtöffentliche Flächen weniger frequentiert werden.
Der allgemein als Sommerpalast bezeichnete Yiheyuan gehört zu den reizvollsten Parkanlagen in Peking. Das riesige Areal, zwei Drittel davon ein See, diente den letzten Kaisern als Ort der Sommerfrische, an den sie sich samt Hofstaat während der heißesten Monate des Jahres zurückzogen.
Und die von Hügeln umgebene, vom See gekühlte und durch eine Gartenanlage geschützte Lage ist ideal. Kaiserliche Pavillons gibt es dort schon seit dem 11. Jahrhundert, die heutige Anlage stammt jedoch größtenteils aus dem 18. Jahrhundert und entstand unter dem Mandschu-Kaiser Qianlong.
Der Nordmeer-Park (北海公園 / 北海公园,  Běihǎi Gōngyuán) nordwestlich des Kaiserpalastes ist einer der typischen chinesischen Gärten. Der Jin-Kaiser Shizong begann 1179 mit der Errichtung eines Sommerpalastes und der Anlage dieses Parks.

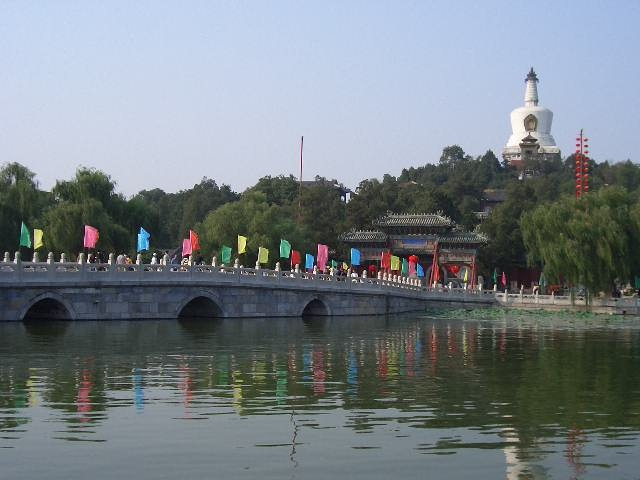
Brücke im Beihai-Park – Im Hintergrund die Weiße Pagode

Kaiser Kublai Khan machte ihn 1260 zu seiner Residenz, indem er die „Halle der Weiten Kühlung“ bezog. An ihrer Stelle wurde durch die Qing-Kaiser ab 1651 die lamaistische „Weiße Pagode“ erbaut, die noch heute den Park dominiert. Kaiser Qianlong ließ zwischen 1735 und 1796 umfangreiche Erweiterungsarbeiten durchführen. Nahezu alle heutigen Bauten in diesem Park stammen aus dieser Bauperiode.
Weitere Parks sind der Jingshan- und der Ditan-Park. In den Bergen westlich der Stadt befinden sich mehrere Parks, wie beispielsweise Badachu und der Fragrant Hill Park. Außerdem befindet sich dort auch der neue und alte botanische Garten von Peking mit dem Tal der Kirschen. Sehenswert ist auch der Zoo von Peking, nicht nur wegen des großen Pandas, sondern auch wegen des Aquariums.
Südwestlich liegt der etwa 40 Hektar große Beijing World Park. Hier sind verkleinerte Nachbildungen vieler weltbekannter alter und neuerer Bauwerke und baulicher Ensembles aller Kontinente beispielsweise von den ägyptischen Pyramiden über den Eiffelturm bis zum früheren New Yorker World Trade Center (1973–2001) in unterschiedlichen Maßstäben zu besichtigen.
Eine alle bisherigen Projekte sprengende Park- und Freizeitlandschaft entsteht seit 2001 im Westen: beginnend südlich der Marco-Polo-Brücke wurde zunächst ein trockengelegtes Flussbett auf eine Länge von 20 km und einer Breite zwischen 0,8 und zwei Kilometern mit öffentlichen Grünflächen, kleineren Seen und mehreren Golfplätzen angelegt. Im Süden werden bereits weitere Flächen als Verlängerung dieser grünen Lunge vorbereitet. 14 km nach Nordwesten wird in gleicher Weise das hier schmaler werdende Flussbett in eine Parklandschaft mit besonders vielen Wasserflächen verwandelt. Ende 2010 waren bereits ca. 60 % der Arbeiten erledigt. Nach Fertigstellung aller Anlagen bis über die südwestliche Stadtgrenze hinaus (um 2020) werden einmal rund 80 Quadratkilometer eines stadtnahen rund 55 Kilometer langen Landschaftsparks zur Verfügung stehen. Die wohl weltweit einmalige Kunstlandschaft hat eine Entfernung von 18 bis 42 Kilometern vom Stadtzentrum Pekings.

### Kulinarische Spezialitäten
Nirgendwo auf dem chinesischen Festland ist die kulinarische Vielfalt größer als in Peking. Neben allen chinesischen Küchen sind hier auch nahezu alle asiatischen und die meisten Weltküchen vertreten. Angesichts dieser Fülle wird oft nicht beachtet, dass Peking selbst eine eigene Kochtradition besitzt und mit Spezialitäten wie Pekingente (北京烤鴨 / 北京烤鸭,  běijīng kǎoyā) und mongolischem Feuertopf (火鍋 / 火锅,  huǒguō) einen schmackhaften Beitrag leistet.
Peking-Ente wird in chinesischen Restaurants auf der ganzen Welt serviert und besteht aus kleinen Fleischstücken, die in süße Schwarzbohnensoße (甜麵醬 / 甜面酱,  tián miànjiàng) getunkt und anschließend mit gehackten Frühlingszwiebeln in eine Art Mehlteigtasche gerollt werden.
Beim mongolischen Feuertopf werden in einen Topf mit kochender, meist von unten auf Koch-Temperatur gehaltener, milder bis kräftiger Brühe in dünne Streifen geschnittenes Hammelfleisch, Garnelen, Chinakohl (und anderes Gemüse) und Nudeln gestippt. Der Rest wird am Ende mitunter als Suppe getrunken.

### Sport

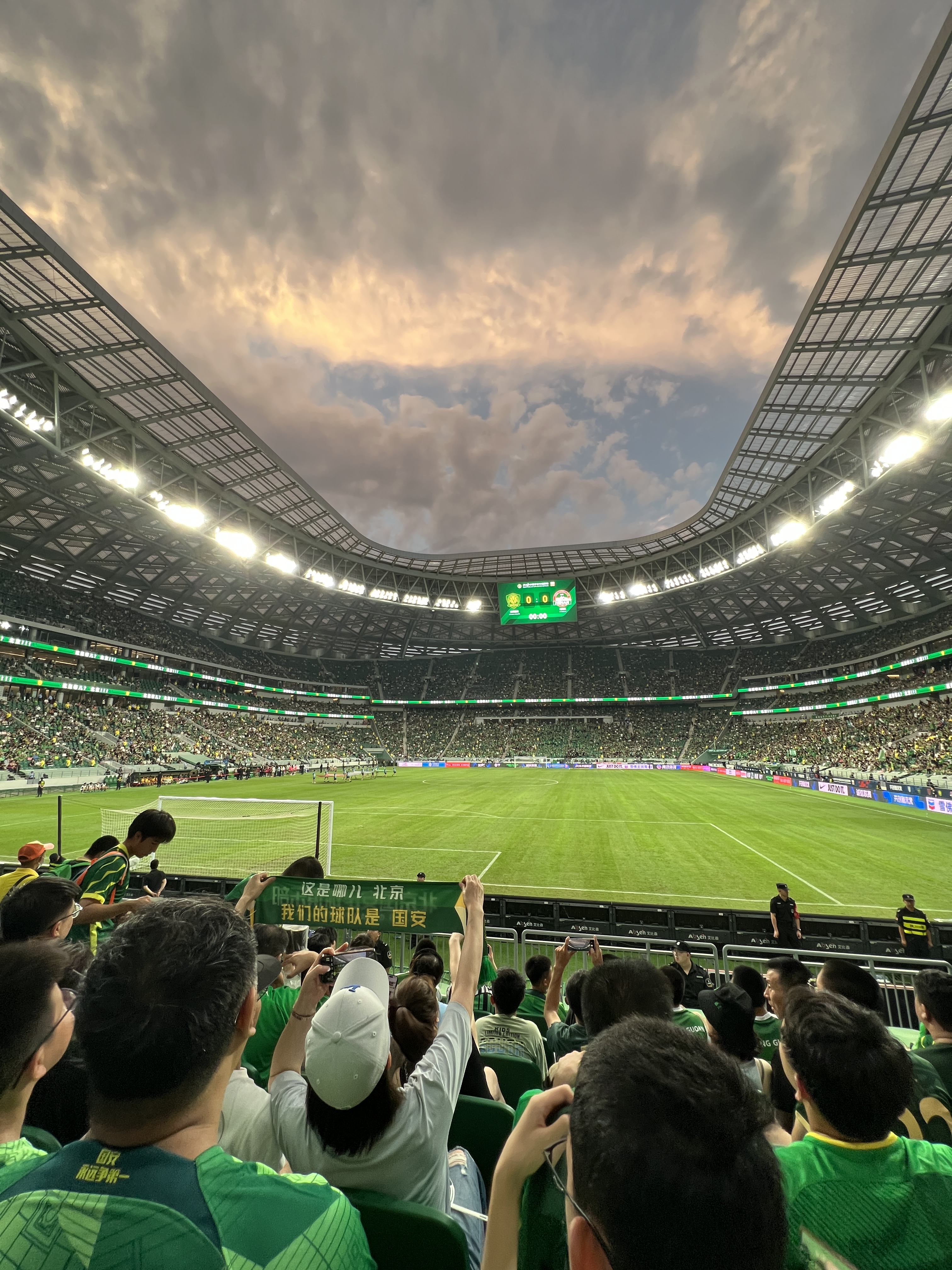
Fans des Peking Guoan vor einem Heimspiel im Arbeiterstadion, 2025

Logo der Olympischen Spiele 2008

Peking war Austragungsort der Olympischen Sommerspiele 2008 und wurde auch als Gastgeber für die Olympischen Winterspiele 2022 ausgewählt.
Für die Olympischen Sommerspiele 2008 wurde massiv in die sportliche Infrastruktur der Stadt investiert. Unter den zahlreichen Neubauten befindet sich das Olympiastadion, das sich durch seine Aufsehen erregende Architektur schon in der Bauphase zu einer neuen Sehenswürdigkeit Pekings entwickelte. Zu den zum zehnjährigen Jubiläum des Bestehens der Volksrepublik China 1959 errichteten Monumentalbauwerken gehört das Arbeiterstadion. In der Chinese Super League spielt der Fußballverein Peking Guoan.
Wie im ganzen Land ist auch in Peking der chinesische Nationalsport Tischtennis beliebt, die letzte Weltmeisterschaft in Peking wurde 1961 ausgetragen.
Das Nanshan Ski Village liegt ca. 65 km nordöstlich von Peking und ist ein beliebter Wintersportort.

### Vergnügungspark
In Peking eröffnete im September 2021 der vier Quadratkilometer große Vergnügungspark Universal Beijing Resort mit den Universal Studios Beijing des Unterhaltungsunternehmens aus Hollywood mit 24 Bühnenshows, zahlreichen Restaurants, Attraktionen und Hotels. Ab 2015 wurde hier zu 6,5 Mrd. Euro Kosten gebaut. Erwartet werden 10 Mio. Tagesbesucher pro Jahr.

## Wirtschaft und Infrastruktur

### Wirtschaft

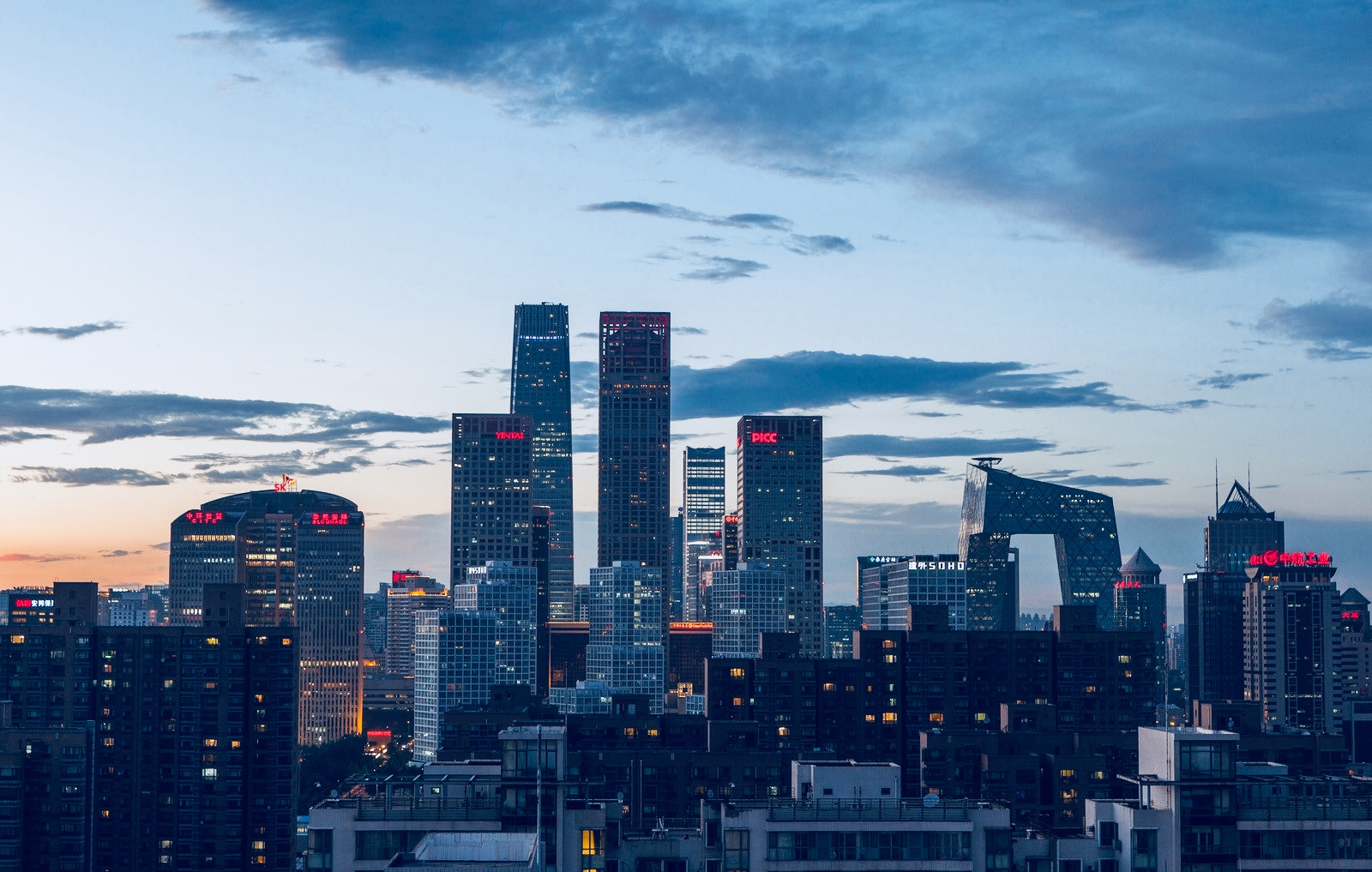
Geschäftsdistrikt von Peking

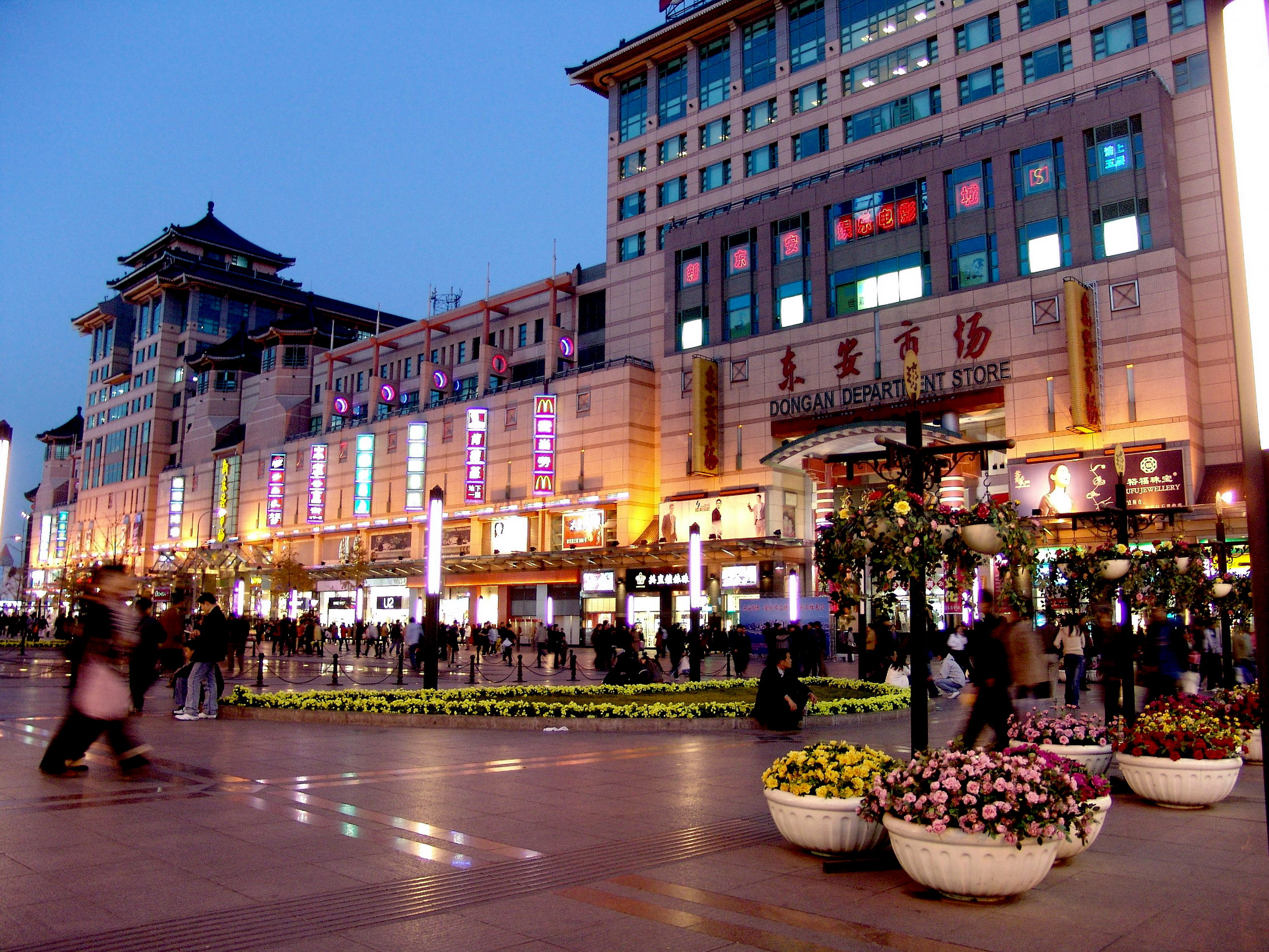
Wangfujing-Straße

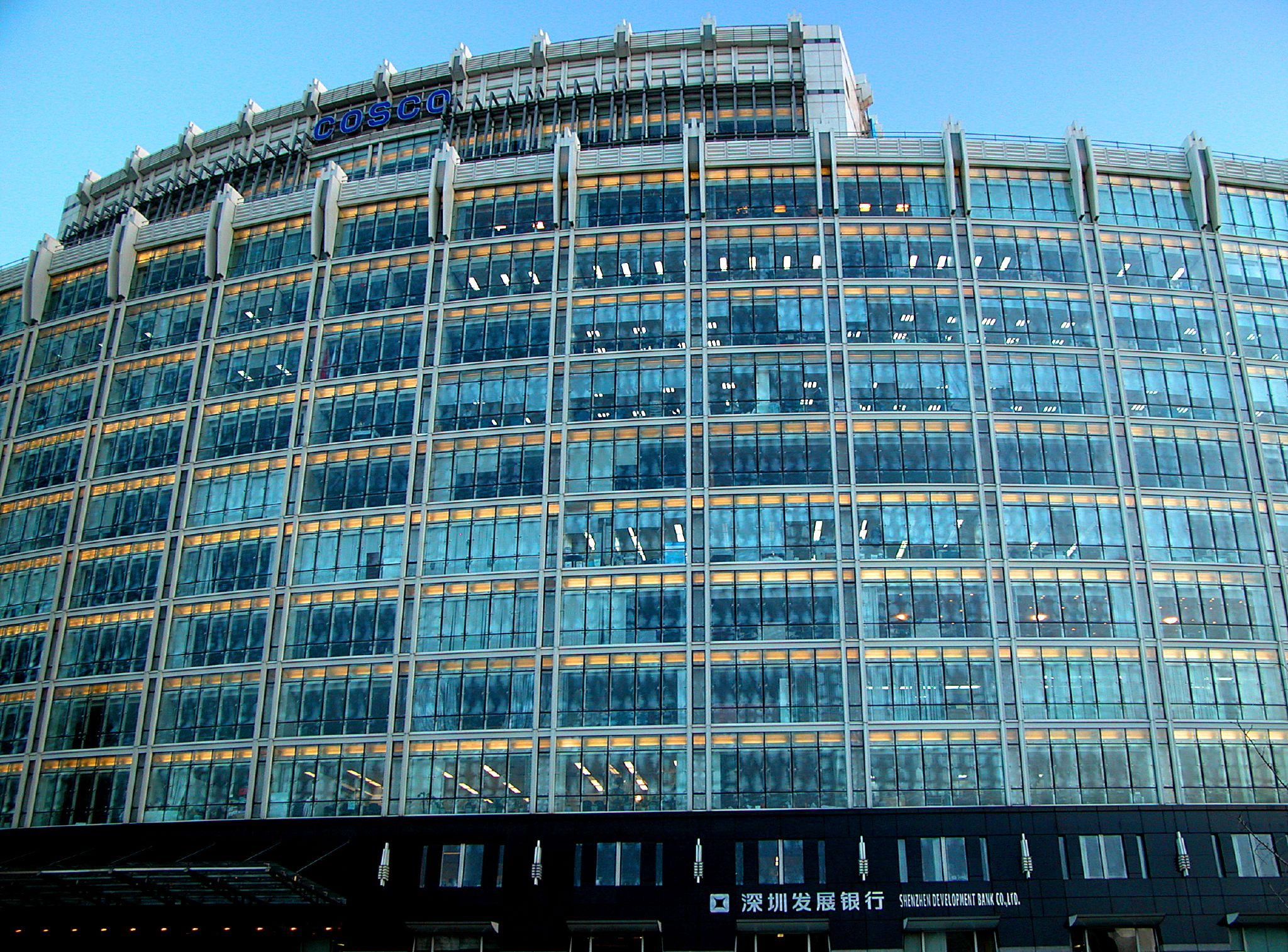
COSCO-Hauptsitz in Xicheng, Peking 2005

Laut einer Studie aus dem Jahr 2014 erwirtschafte Peking ein Bruttoinlandsprodukt von 506,1 Milliarden US-Dollar (KKB). In der Rangliste der wirtschaftsstärksten Metropolregionen weltweit belegte sie damit den 11. Platz. Das BIP pro Kopf betrug 23.390 US-Dollar, womit Peking zu den reichsten Städten in China gehört. Peking ist die Stadt mit der höchsten Anzahl an Fortune-Global-500-Unternehmen.
Peking ist mittlerweile das zweitgrößte Industriezentrum des Landes. Wichtige Industriezweige wurden in den Satellitenstädten angesiedelt: die Herstellung von petrochemischen Produkten in Fangshan, Maschinenfabrikation in Fentai, Eisen- und Stahlfabrikation in Shijingshan sowie Motorfahrzeugherstellung in Tongxian.
Über zwei Millionen Arbeiter der Provinz sind in der Industrie beschäftigt. Es werden Bekleidung, Konserven, Baumwoll- und Synthetikstoffe, Farben, Papier, Schmiermittel und elektronische Produkte hergestellt. Seit dem Beginn von Wirtschaftsreformen im Jahre 1978 gewinnt die Baubranche zunehmend an Bedeutung. In ihr sind rund 700.000 Bauarbeiter beschäftigt.
In der Landwirtschaft der regierungsunmittelbaren Stadt arbeiten rund 900.000 Menschen. Zu den landwirtschaftlichen Erzeugnissen gehören Geflügel- und Schweinefleisch, Getreide, Gemüse (Kohl, Tomaten, Auberginen, Möhren und Zwiebeln), Milch und Eier.
Zahlreiche Gewerbe- und Dienstleistungsbetriebe haben sich in den vergangenen Jahren in Peking angesiedelt (über eine Million Beschäftigte). Die Stadt ist ein Einkaufs- und Modezentrum. Es gibt mehrere moderne Einkaufsbezirke (zum Beispiel in der Wangfujing-Straße). Tradition haben unter anderem Goldemaillearbeiten (Cloisonné), Jadeschnitzerei und die Teppichweberei.
Seit den Wirtschaftsreformen der 1980er und 1990er Jahre gibt es auch Betriebe, die von ausländischen Investoren getragen werden. Es entstanden viele Privatunternehmen. In Peking gibt es rund 100.000 privat angestellte Arbeitnehmer (Getihu) in Gewerbebetrieben. Das Dienstleistungsgewerbe zählt über 30.000 Betriebe mit rund 200.000 Beschäftigten.
Seit 2021 befindet sich die Beijing Stock Exchange in der gleichnamigen Stadt.
In einer Rangliste der wichtigsten Finanzzentren weltweit belegte Peking den 11. Platz (Stand: 2018).

### Verkehr

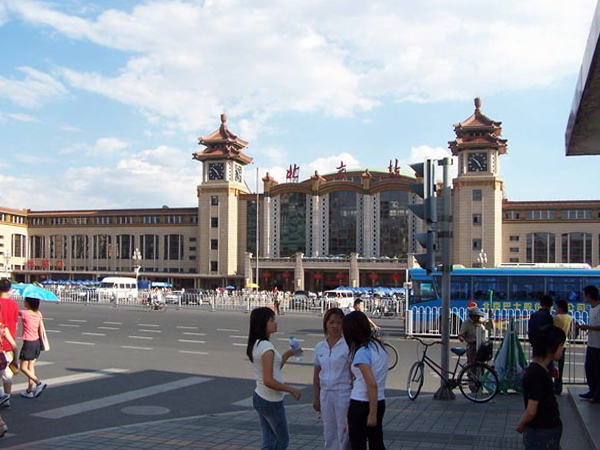
Bahnhof Peking

U-Bahn-Netz von Peking

#### Eisenbahnverkehr
Als Verkehrsknotenpunkt verfügt Peking über Flughäfen und Bahnverbindungen in alle Teile des Landes sowie eine interkontinentale Strecke über die Transmongolische Eisenbahn (Ulan Bator) und die Transsibirische Eisenbahn nach Europa. Peking spielt eine zentrale Rolle bei den Aus- und Neubauplanungen des Hochgeschwindigkeitsverkehrs der Staatsbahn.
Mit der Beijing City Rail besteht außerdem ein S-Bahn-ähnliches Vorortbahnnetz, welches derzeit aus vier Linien besteht.

#### Flugverkehr
Der Flughafen Peking-Hauptstadt liegt im Gebiet Shunyi circa 20 Kilometer nordöstlich vom Stadtzentrum.
2011 wurde bekannt, dass ein weiterer Flughafen, der Flughafen Peking-Daxing mit einer Kapazität von 120 Millionen Fluggästen und bis zu sieben Start- und Landebahnen in Planung sei, er wurde plangemäß am 25. September 2019 eröffnet. Peking-Daxing gehört zu den größten Flughäfen weltweit.
Im Süden der Stadt befand sich bis zur Eröffnung des neuen Großflughafens 2019 mit Beijing-Nanyuan ein weiterer, kleinerer Flughafen mit ca. einer Million Passagieren pro Jahr.

#### Kaiserkanal
Über den Kaiserkanal hat Peking Verbindung mit dem Gelben Fluss (黄河, Huáng Hé) und dem Jangtsekiang.

#### Straßenverkehr
Peking ist mit anderen Städten Chinas durch neun Autobahnen verbunden. Das Autobahnnetz Peking wird ständig erweitert. Für den innerstädtischen Verkehr stehen fünf Ringstraßen und einige Durchgangsstraßen zur Verfügung. Man klassifiziert das Stadtzentrum als den Teil von Peking, der innerhalb der 2. Ringstraße liegt und den Großraum der Stadt Peking als den Teil, der innerhalb der 5. Ringstraße liegt.
Ähnlich wie Moskau entwickelt Peking sich in Form von Ringen. Das hat Probleme für den Straßenverkehr mit sich gebracht. Staus sind häufig, und der Neu- und Ausbau von Ringstraßen scheint das Verkehrsproblem nicht zu lösen. Die Zulassung von Neuwagen ist daher kontingentiert. Im Jahr 2023 werden nur 100.000 Pekinger Nummernschilder vergeben. Die Wartezeit beträgt bis zu 10 Jahren. Elektroautos werden bei der Nummernschildvergabe bevorzugt. Autos ohne Pekinger Nummernschild dürfen in Peking höchstens zwölfmal jährlich jeweils bis zu sieben Tage lang gefahren werden, und zwar nur außerhalb der Hauptverkehrszeiten.

#### Bus und Straßenbahnen
Innerstädtische öffentliche Verkehrsmittel gibt es in Form von fast eintausend Bus- und Trolleybuslinien. Der erste Oberleitungsbus fuhr am 26. Februar 1957 in der Stadt.
Am 24. Juni 1899 fuhren die ersten elektrischen Straßenbahnen in Peking, der Betrieb wurde aber schon während des Boxeraufstands am 13. Juni 1900 wieder eingestellt. Am 17. Dezember 1924 wurde das System wiedereingeführt. Diesmal verkehrten die Straßenbahnen bis 6. Mai 1966.

#### U-Bahn
Der erste Streckenabschnitt der U-Bahn Peking wurde am 1. Oktober 1969 eröffnet. Danach wurde das System nur sehr langsam erweitert. Erst mit der Inbetriebnahme mehrerer U-Bahn-Linien im Jahr 2008 zu den Olympischen Spielen wuchs das Netz auf acht Linien. Dies stellte den Start einer rapiden Erweiterung dar, sodass 2010 bereits 14 Linien existierten. 2014 maß das Streckennetz 527 km. 2022 gab es 25 Linien auf 783 km Netz.
Ein Einzelticket kostet umgerechnet etwa 90 Cent. (Stand Januar 2018)

#### Fahrradverkehr
Das Fahrrad hatte in Peking lange Zeit eine herausragende Bedeutung als innerstädtisches Verkehrsmittel, mit eigenen Radspuren für die etwa zehn Millionen privaten Fahrräder. In jüngerer Zeit wird es immer stärker von den privaten Pkw verdrängt. Um die Luftverschmutzung, den Verkehrsstau sowie den Fahrraddiebstahl zu verringern, setzt die Stadtverwaltung jetzt auf den Aufbau eines Netzes von Fahrradmietstationen, das bis zu den Olympischen Sommerspielen 2008 50.000 Räder zur Verfügung stellte. Dank der Entstehung einer Anzahl von docklosen App-basierten Fahrradverleihsystemen wie Mobike, Bluegogo und Ofo hat das Radfahren wieder stark an Popularität gewonnen.

### Bildung

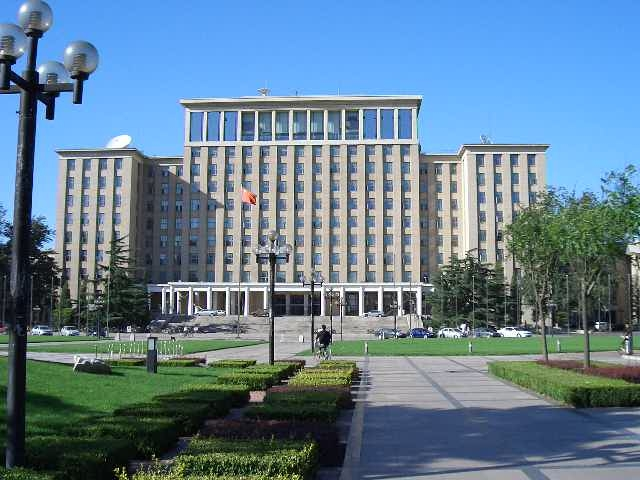
Tsinghua-Universität

Von den vielen Hochschulen der Stadt sind die Peking-Universität (北京大學 / 北京大学,  Běijīng Dàxué, gegründet 1898) und die Tsinghua-Universität (清華大學 / 清华大学,  Qīnghuá dàxué, gegründet 1911) am bekanntesten. Landesweit bekannt sind auch die Chinesische Volksuniversität (人民大學 / 人民大学,  Rénmín dàxué), die Universität für Außenwirtschaft und Handel (對外經濟貿易大學 / 对外经济贸易大学,  Duìwaì Jīngjì Màoyì Dàxúe) und die Pädagogische Universität Peking (北京師範大學 / 北京师范大学,  Běijīng Shīfàn Dàxué). An der BLCU (北京語言文化大學 / 北京语言文化大学,  Běijīng yǔyán wénhuà dàxué, vormals Sprachinstitut; gegründet 1962), sind etwa drei Viertel der Studenten Ausländer, die Chinesisch studieren.
Ebenso interessant ist die Sportuniversität Peking (北京體育大學 / 北京体育大学,  Běijīng tǐyù dà xué), die wichtigste Sportuniversität Chinas, bei Ausländern besonders für ein Studium des Wushu, oft in Kombination mit einem Sprachstudium, beliebt. Daneben gibt es die Chinesische Akademie der Wissenschaften und eine Reihe ihr unterstehender Forschungsinstitute.
Die Fremdsprachenuniversität Peking (北京外國語大學 / 北京外国语大学,  Běijīng wàiguóyǔ dàxué) ist eine der besten Fremdsprachenuniversitäten des Landes.
China Central Academy of Fine Arts heißt die Kunstakademie in Peking, sie ist die älteste Kunstakademie in China. Auch das Forschungsinstitut für Musik der Akademie der Künste Chinas ist in Peking angesiedelt.
Über 250.000 Menschen sind im wissenschaftlichen und technischen Bereich angestellt. Rund 500.000 Personen sind im Bildungs- und Kommunikationswesen tätig. Die Peking-Bibliothek ist die bedeutendste in der Volksrepublik China (circa zehn Millionen Bände; mit Beständen aus den Bibliotheken der Sung-, Yuan-, Ming- und Qing-Dynastien).
Die meisten Universitäten befinden sich im Haidian-Bezirk (海澱區 / 海淀区,  Hǎidiàn qū) im Nordwesten der Stadt. Allein dort gibt es mehr als zwanzig Universitäten.

### Gesundheitswesen
Das China Rehabilitation Research Center ist eine staatliche Rehabilitationsklinik in Peking und gleichzeitig Zentrum für Ausbildung und Forschung auf dem Gebiet der Rehabilitation in China.

## Persönlichkeiten
Peking war Geburtsort zahlreicher prominenter Persönlichkeiten. Die bekanntesten sind unter anderem die Kaiser von China, Qianlong und Puyi, die Kaiserinwitwe Cixi, die Schachweltmeisterin Xie Jun, die Schauspieler Ivan Desny, Jet Li und Zhang Ziyi, die Schriftsteller Shan Sa und Lao She und die Sängerin und Schauspielerin Faye Wong.
Bis heute wurden rund zwanzig Personen zu Ehrenbürgern der Stadt Peking ernannt. Dabei handelt es sich überwiegend um Menschen mit Wohnsitz in Hongkong, unter ihnen zahlreiche Besitzer großer Konzerne (Tycoone). Einige Ehrenbürger stammen aus dem Ausland, darunter auch zwei Deutsche, der Filmproduzent Manfred Durniok (1934–2003) und der Klavierdesigner Lothar Schell.